# Liste der Biografien/Sut
Liste der Biografien |
Portal Biografien |
Personensuche
# |
A |
B |
C |
D |
E |
F |
G |
H |
I |
J |
K |
L |
M |
N |
O |
P |
Q |
R |
S |
T |
U |
V |
W |
X |
Y |
Z |
?
 
Sa |
Sb |
Sc |
Sd |
Se |
Sf |
Sg |
Sh |
Si |
Sj |
Sk |
Sl |
Sm |
Sn |
So |
Sp |
Sq |
Sr |
Ss |
St |
Su |
Sv |
Sw |
Sy |
Sz
 
Sua |
Sub |
Suc |
Sud |
Sue |
Suf |
Sug |
Suh |
Sui |
Suj |
Suk |
Sul |
Sum |
Sun |
Suo |
Sup |
Suq |
Sur |
Sus |
Sut |
Suu |
Suv |
Suw |
Sux |
Suy |
Suz
Die Liste der Biografien führt alle Personen auf, die in der deutschsprachigen Wikipedia einen Artikel haben. Dieses ist eine Teilliste mit 483 Einträgen von Personen, deren Namen mit den Buchstaben „Sut“ beginnt.

## Sut
- Sut Sutthisanronnakon (1901–1968), thailändischer Politiker und General
- Șut, Adrian (* 1999), rumänischer Fußballspieler

### Suta
- Sutaa, altägyptischer Goldschmied
- Šutalo, Boško (* 2000), kroatischer Fußballspieler
- Šutalo, Josip (* 2000), kroatischer Fußballspieler
- Šutanovac, Dragan (* 1968), serbischer Verteidigungsminister
- Sutara, Dorotea (* 1996), kroatische Badmintonspielerin
- Šutara, Josef (* 1943), tschechischer Mykologe
- Sutatta Udomsilp (* 1997), thailändische Schauspielerin

### Sutc
- Sutch, Screaming Lord (1940–1999), britischer Musiker und Politiker
- Sutcliff, Rosemary (1920–1992), englische Schriftstellerin
- Sutcliffe, Andy (1947–2015), britischer Automobilrennfahrer
- Sutcliffe, Anthony (1942–2011), britischer Historiker
- Sutcliffe, David (* 1969), kanadischer SchauspielerDavid Sutcliffe (* 1969)

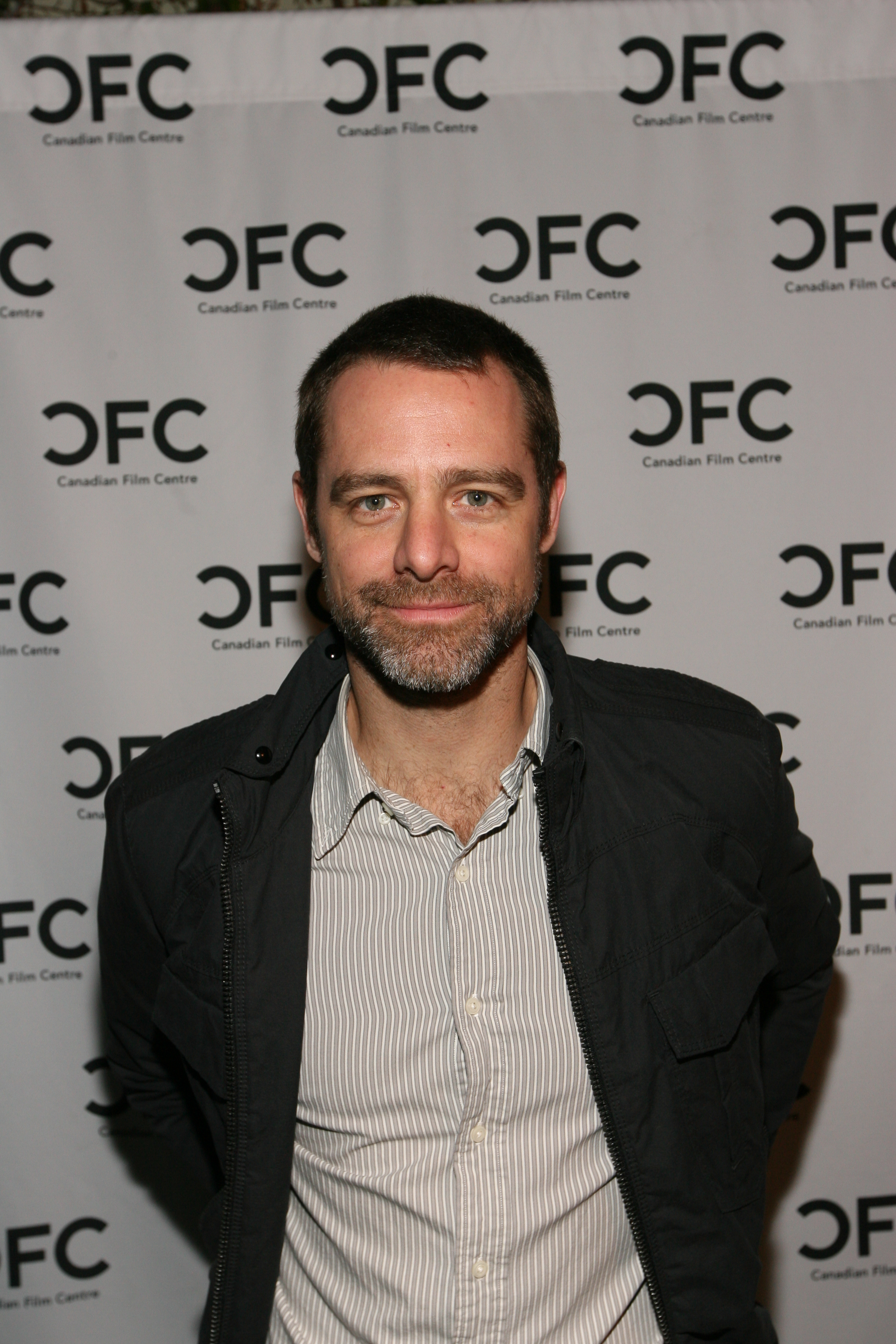
David Sutcliffe (* 1969)

- Sutcliffe, Francis Meadow (1853–1941), englischer Fotograf
- Sutcliffe, James Helme (1929–2000), US-amerikanischer Komponist und Musikkritiker
- Sutcliffe, Peter (* 1936), britischer Autorennfahrer
- Sutcliffe, Peter (1946–2020), britischer Serienmörder
- Sutcliffe, Stuart (1940–1962), britischer Maler und Musiker, frühes Mitglied der Beatles
- Sutcliffe, Thelma (1906–2022), US-amerikanische Altersrekordlerin
- Sutcliffe, Walter (* 1976), britischer Theater- und Opernregisseur
- Sutcliffe, Zak (* 2001), britischer Schauspieler
- Sütcü, Mehmet (* 1989), österreichischer FußballspielerMehmet Sütcü (* 1989)

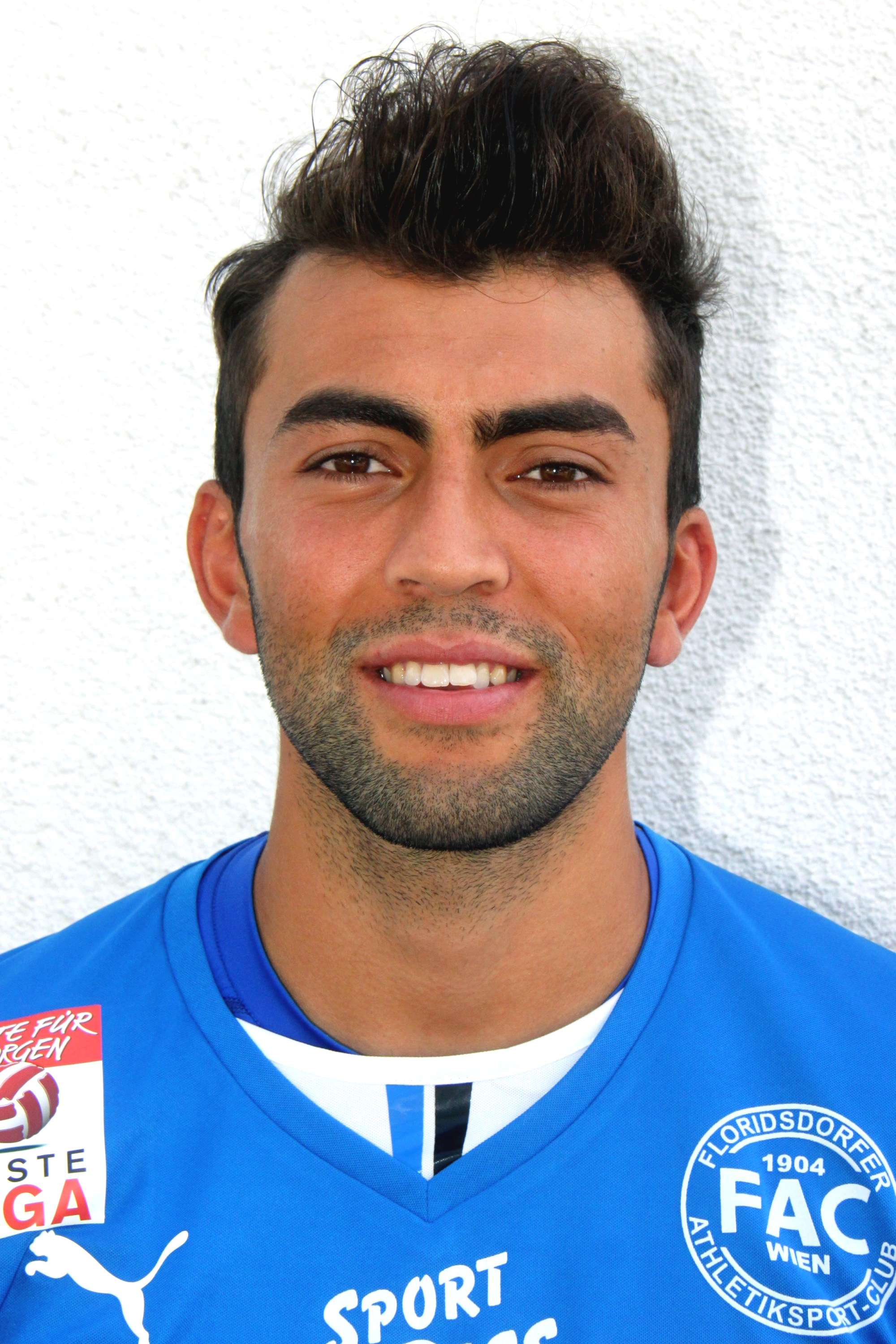
Mehmet Sütcü (* 1989)

### Sute
- Sutee Chantorn (* 1992), thailändischer Fußballspieler
- Sutee Suksomkit (* 1978), thailändischer Fußballspieler
- Šutej, Tina (* 1988), slowenische Stabhochspringerin
- Šutej, Vjekoslav (1951–2009), jugoslawischer bzw. kroatischer Dirigent
- Sutejew, Wladimir Grigorjewitsch (1903–1993), russischer Kinderbuchautor
- Sutel, Jeremias († 1631), deutscher Bildhauer
- Sutel, Johann (1504–1575), deutscher evangelischer Theologe und Reformator
- Sutematsu, Ōyama (1860–1919), Persönlichkeit der Meiji-Zeit und die erste Japanerin mit College-Abschluss
- Suter, Adolf (1882–1947), Schweizer Jurist und Politiker (CVP)
- Suter, Adolf (1932–2008), Schweizer Radrennfahrer
- Suter, Andreas (* 1953), Schweizer Historiker
- Suter, Andrina (* 1992), Schweizer Dressurreiterin
- Suter, August (1887–1965), Schweizer Bildhauer
- Suter, Bob (1957–2014), US-amerikanischer Eishockeyspieler und -trainer
- Suter, Corinne (* 1994), Schweizer SkirennfahrerinCorinne Suter (* 1994)

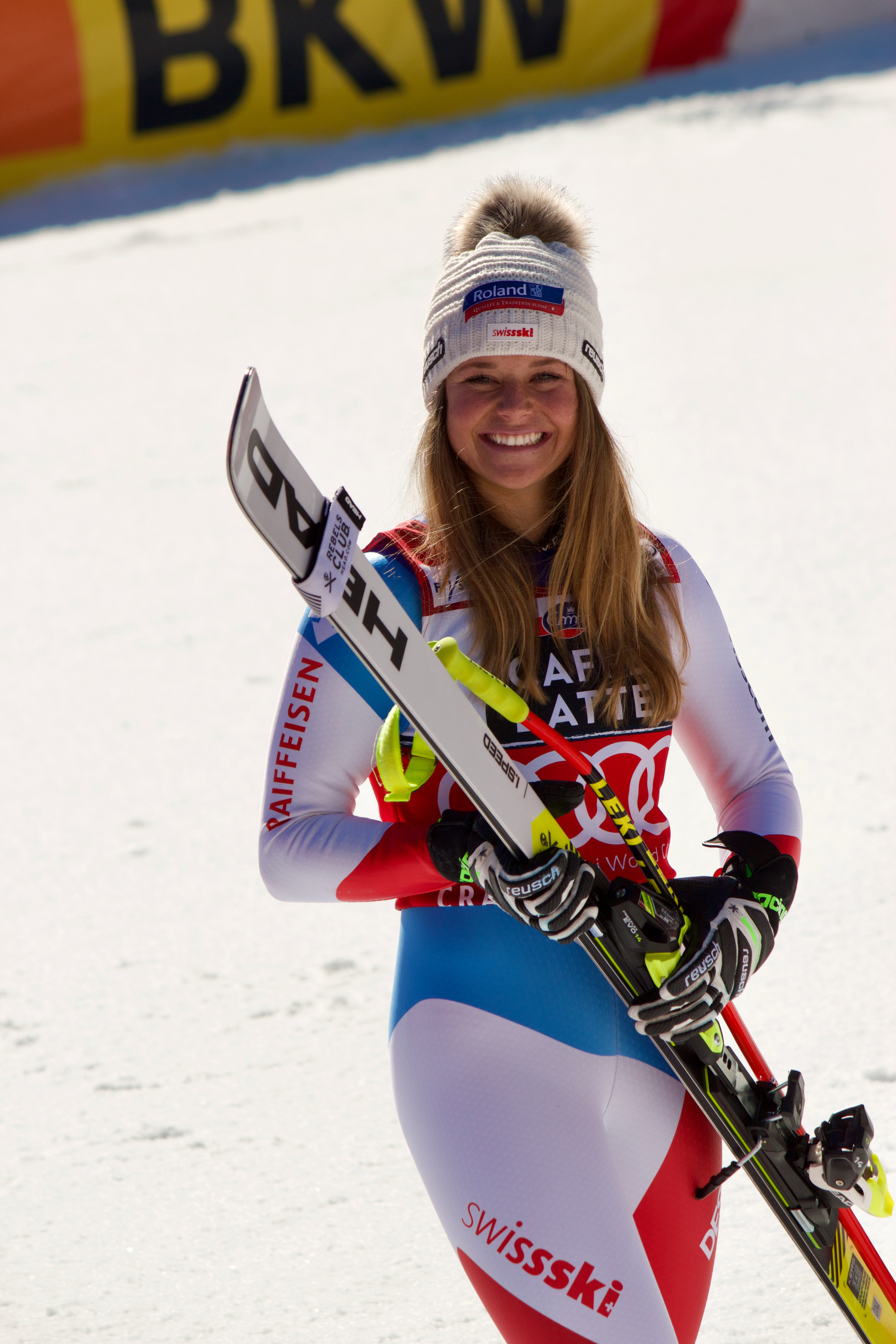
Corinne Suter (* 1994)

- Suter, Cyrill (* 2000), Schweizer Unihockeyspieler
- Suter, Eduard (1820–1891), Schweizer Jurist und Politiker
- Suter, Emil (1875–1944), Schweizer Lehrer, Lokalhistoriker, Naturschützer und Autor
- Suter, Ernst (1904–1987), Schweizer Bildhauer, Keramiker und Plastiker
- Suter, Eveline (* 1979), schweizerische Schauspielerin, Sängerin und Musicaldarstellerin
- Suter, Fabienne (* 1985), Schweizer Skirennfahrerin
- Suter, Franz (1890–1914), Schweizer Radrennfahrer
- Suter, Franz Xaver (1802–1886), Schweizer Richter, Bezirksrichter
- Suter, Fridolin (1863–1937), Schweizer römisch-katholischer Geistlicher
- Suter, Friedrich (1870–1961), Schweizer Urologe, Chirurg und Hochschullehrer an der Universität Basel
- Suter, Friedrich Wilhelm von (1733–1815), königlich preußischer Generalleutnant, Chef des Husaren-Regiments Nr. 5
- Suter, Fritz Anton (1874–1910), Schweizer Oberleutnant, Chirurg und Autor
- Suter, Gabriela (* 1972), Schweizer PolitikerinGabriela Suter (* 1972)

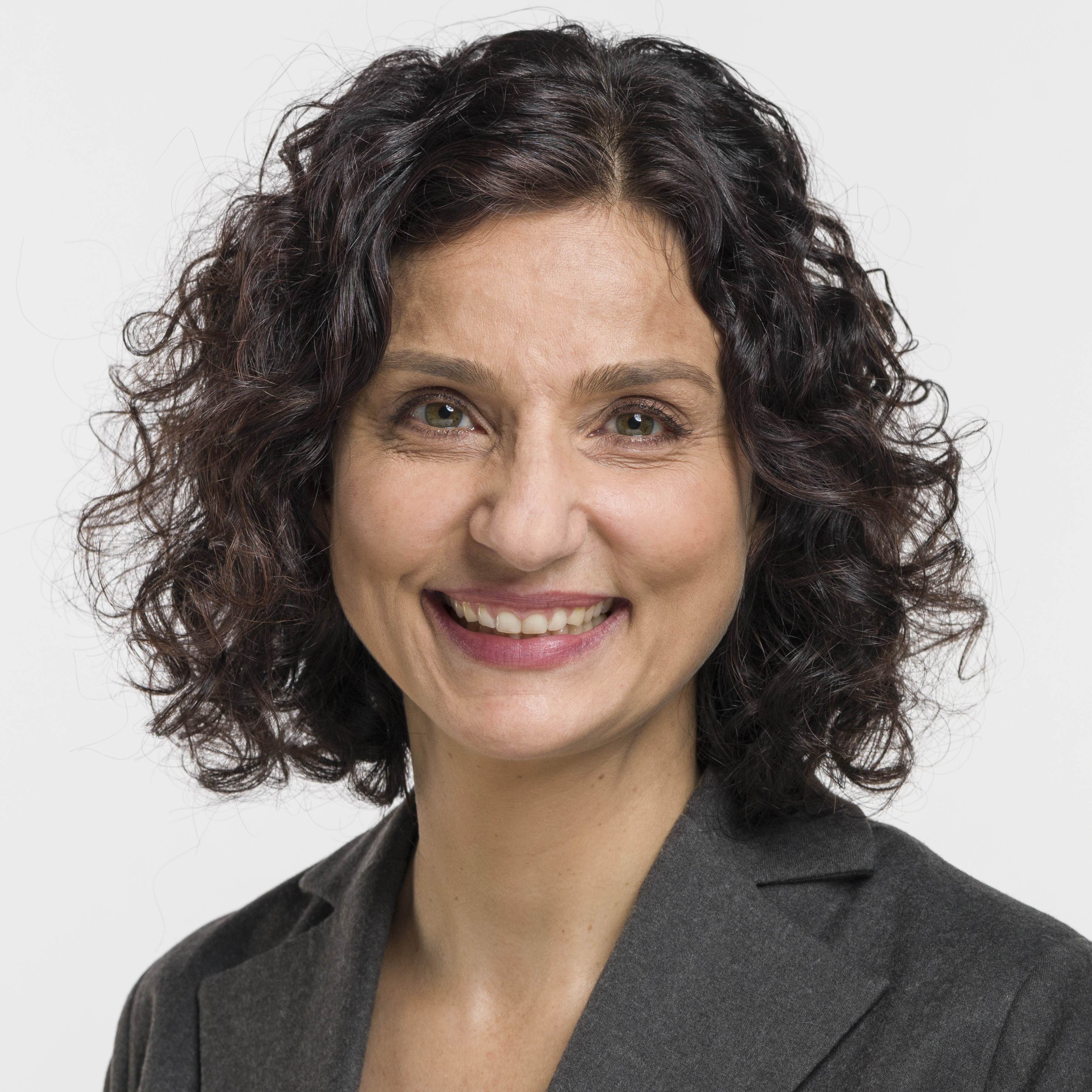
Gabriela Suter (* 1972)

- Suter, Gaël (* 1992), Schweizer Radrennfahrer
- Suter, Gallus August (1829–1901), Schweizer Jurist und Politiker
- Suter, Gary (* 1964), US-amerikanischer Eishockeyspieler
- Suter, Hans (1860–1930), Schweizer Jurist und Politiker
- Suter, Hans (* 1940), Schweizer Schauspieler, Autor und Satiriker
- Suter, Heinrich (1848–1922), Schweizer Wissenschaftshistoriker
- Suter, Heiri (1899–1978), Schweizer Radrennfahrer
- Suter, Hermann (1853–1914), Schweizer Zollbeamter
- Suter, Hermann (1870–1926), Schweizer Komponist und Dirigent
- Suter, Hugo (1943–2013), Schweizer Künstler
- Suter, Ida (1891–1974), Schweizer Germanistin und Lexikographin
- Suter, Jacob, deutscher Mediziner, Unitarier
- Suter, Jasmina (* 1995), Schweizer Skirennläuferin
- Suter, Joel (* 1998), Schweizer Radrennfahrer
- Suter, Johann Rudolf (1766–1827), Schweizer Arzt, Botaniker, Dichter, Autor und Hochschullehrer
- Suter, Johann Rudolf (1845–1917), Schweizer Politiker
- Suter, Johannes (1847–1912), Schweizer Politiker (FDP)
- Suter, Julia (* 1990), Schweizer Unihockeyspielerin
- Suter, Juliana (* 1998), Schweizer Skirennfahrerin
- Suter, Karl (1926–1977), Schweizer Autor, Theater- und Filmregisseur
- Suter, Karl Friedrich (1884–1952), deutscher Kunstwissenschaftler
- Suter, Kaspar († 1554), Schweizer Chronist
- Suter, Leo (* 1993), britischer SchauspielerLeo Suter (* 1993)

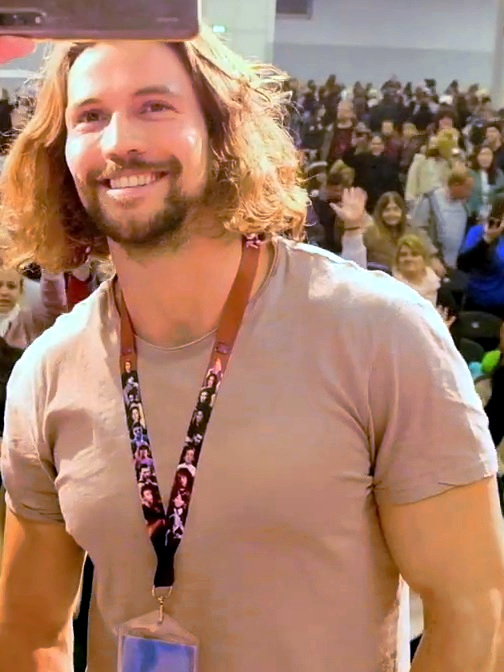
Leo Suter (* 1993)

- Suter, Lukas B. (* 1957), Schweizer Dramatiker, Hörspielautor und Theaterregisseur
- Suter, Marc F. (1953–2017), Schweizer Politiker (FDP)
- Suter, Mark (* 1967), Schweizer Perkussionist
- Suter, Martin (* 1948), Schweizer SchriftstellerMartin Suter (* 1948)

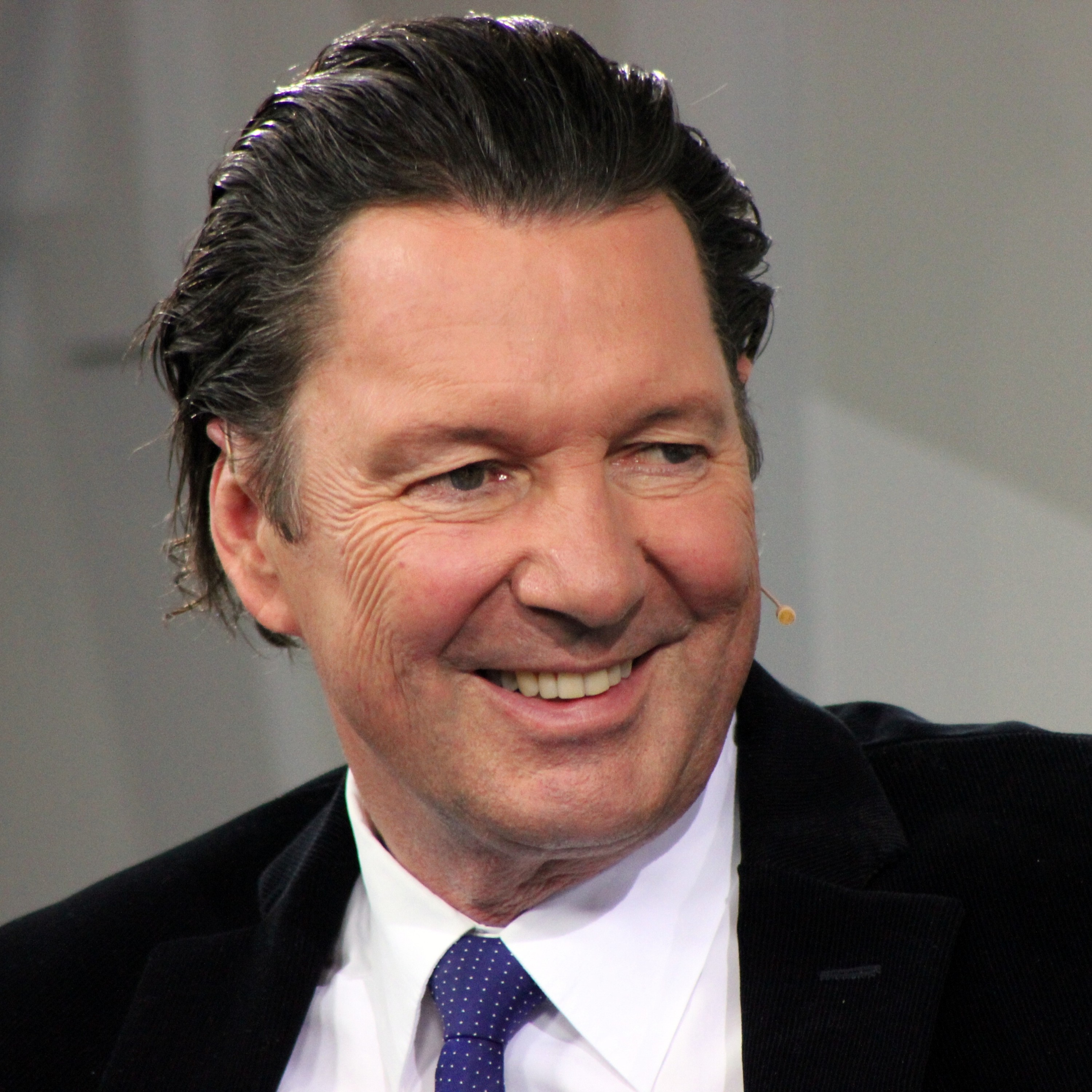
Martin Suter (* 1948)

- Suter, Max (1895–1936), Schweizer Radrennfahrer
- Suter, Moritz (* 1943), Schweizer Unternehmer und Pilot
- Suter, Patric (* 1977), Schweizer Hammerwerfer
- Suter, Paul (1892–1966), Schweizer Radrennfahrer
- Suter, Paul (1899–1989), Schweizer Geograph, Lehrer und Heimatforscher
- Suter, Paul (1926–2009), Schweizer Bildhauer
- Suter, Peter (1808–1884), Schweizer Politiker
- Suter, Peter (1914–1998), Schweizer Architekt
- Suter, Peter (1930–2023), Schweizer Maschinenbauingenieur und Hochschullehrer
- Suter, Pius (* 1996), Schweizer Eishockeyspieler
- Suter, Richard (1907–2002), Schweizer Offizier und Rechtsanwalt
- Suter, Robert (1919–2008), Schweizer Komponist und Jazzmusiker (Pianist)
- Suter, Rudolf (1914–2011), Schweizer Politiker (LdU)
- Suter, Rudolf (1920–2011), Schweizer Germanist und Journalist
- Suter, Ryan (* 1985), US-amerikanischer Eishockeyspieler
- Suter, Sabine (* 1966), Schweizer Politikerin (SP)
- Suter, Simon (* 1991), Schweizer Unihockeyspieler
- Suter, Stefan (* 1964), Schweizer Advokat in Basel, Rechtshistoriker, Gründer eines Hilfswerks und Politiker
- Suter, Susanne (* 1943), Schweizer Ärztin und Hochschullehrerin
- Suter, Ulrich W. (1944–2023), Schweizer Chemiker und Hochschullehrer
- Suter, Urs (* 1959), Schweizer Fußballspieler
- Suter, Vivian (* 1949), argentinisch-schweizerische MalerinVivian Suter (* 1949)

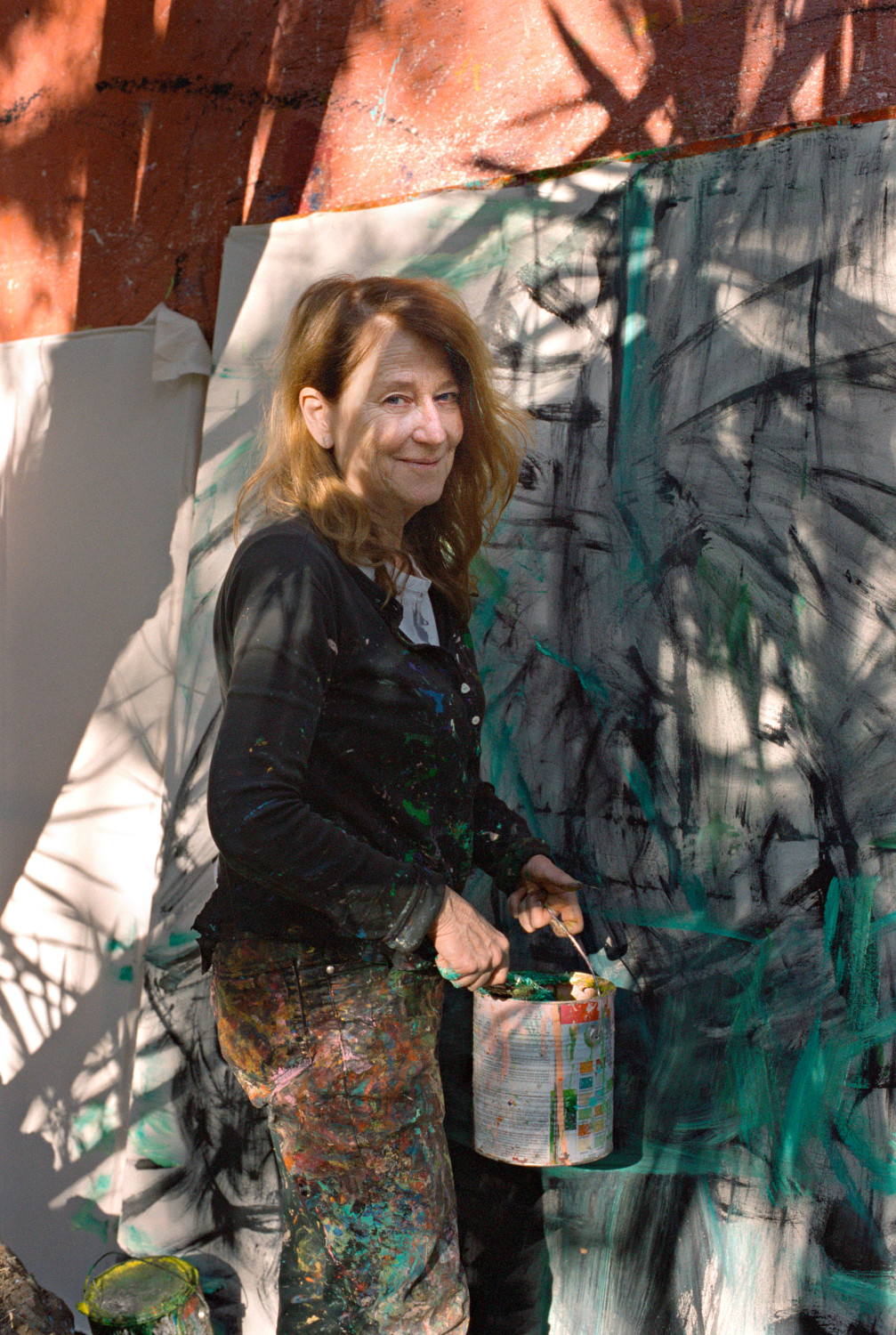
Vivian Suter (* 1949)

- Suter, Walter (1943–2021), Schweizer Diplomat
- Suter, Wilhelm (1806–1882), Schweizer Zeichner, Lithograph und Stahl- und Kupferstecher
- Suter, Willy (1918–2002), Schweizer Maler, Lithograf und Kunstpädagoge.
- Suter, Yvonne (* 1977), Schweizer Politikerin (CVP)
- Suter-Erath, Karin (* 1970), Schweizer Handballerin, Rollstuhltennisspielerin und Para-Badmintonspielerin
- Suter-Morax, Germaine (1896–1974), Schweizer Betreuerin von ehemaligen Résistance-Kämpferinnen
- Suter-Wyrsch, Josef (1890–1975), Schweizer Politiker (Katholisch-Konservative)
- Sutera, Enzo (* 1976), italienischer Gitarrist und Session-Musiker
- Sutermeister, Arnold (1830–1907), schweizerisch-US-amerikanischer Bildhauer, Architekt und Offizier
- Sutermeister, Carl Jakob (1809–1853), Schweizer Blumen-, Bildnis- und Tiermaler
- Sutermeister, Carlo (1847–1918), Schweizer Unternehmer
- Sutermeister, Daniel (1688–1757), Schweizer Glockengiesser
- Sutermeister, Daniel (1768–1829), Schweizer Lehrer, Drucker und Verleger
- Sutermeister, Edwin (1876–1958), US-amerikanischer Chemiker
- Sutermeister, Eugen (1862–1931), Schweizer Graveur, erster bernischer Reiseprediger für Taubstumme, Fürsorger und Dichter
- Sutermeister, Friedrich (1873–1934), Schweizer reformierter Pfarrer und religiöser Sozialist
- Sutermeister, Guido (1884–1964), italienischer Archäologe und Ingenieur
- Sutermeister, Hans Martin (1907–1977), Schweizer Politiker (LdU), Arzt und medizinischer Fachschriftsteller
- Sutermeister, Heinrich (1910–1995), Schweizer KomponistHeinrich Sutermeister (1910–1995)

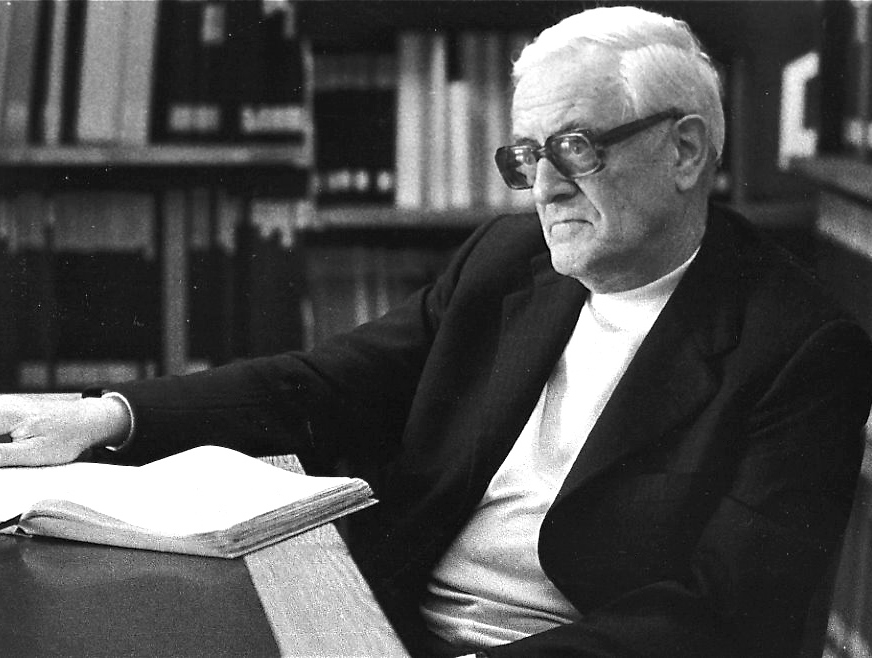
Heinrich Sutermeister (1910–1995)

- Sutermeister, Johann Heinrich (1733–1802), Schweizer Glockengiesser
- Sutermeister, Johann Heinrich († 1804), Schweizer Zinngießer
- Sutermeister, Johann Konrad (1722–1771), Schweizer Glockengiesser
- Sutermeister, Johann Rudolf (1819–1892), Schweizer Maler, Kupferstecher und Glaser
- Sutermeister, John Rudolph (1803–1826), US-amerikanischer Dichterjurist
- Sutermeister, Margaret (1875–1950), US-amerikanische Fotografin
- Sutermeister, Moriz (1836–1910), Schweizer Sachbuchautor
- Sutermeister, Oscar (1912–1988), US-amerikanischer Stadtplaner
- Sutermeister, Otto (1832–1901), Schweizer Pädagoge
- Sutermeister, Paul (1864–1905), Schweizer Pfarrer, Schriftsteller und Redakteur
- Sutermeister, Paul (* 1940), britischer Offizier
- Sutermeister, Peter (1916–2003), Schweizer Jurist, Schriftsteller und Librettist
- Sutermeister, Robert A. (1913–2008), US-amerikanischer Wirtschaftswissenschaftler
- Sutermeister, Rudolf (1802–1868), Schweizer Armenarzt, Frühsozialist und sozialpolitischer Schriftsteller
- Sutermeister, Samuel Hieronymus (1752–1822), Schweizer Glockengiesser
- Sutermeister, Werner (1868–1939), Schweizer Schriftsteller

### Sutf
- Sutfin, Lynda (* 1962), US-amerikanische Speerwerferin

### Sutg
- Sutgof, Alexander Nikolajewitsch (1802–1872), russischer Dekabrist

### Suth
- Suth, Willi (1881–1956), Oberbürgermeister und Oberstadtdirektor von Köln
- Suthaus, Ludwig (1906–1971), deutscher Opernsänger (Heldentenor)
- Suthe, Annika (* 1985), deutsche Speerwerferin
- Suthep Thaugsuban (* 1949), thailändischer Politiker
- Sutherby, Brian (* 1982), kanadischer Eishockeyspieler und -scout
- Sutherland, A. Edward (1895–1973), britischer Filmregisseur und Stummfilmschauspieler
- Sutherland, Alistair, 25. Earl of Sutherland (* 1947), britischer Peer
- Sutherland, Alyssa (* 1982), australische Schauspielerin und ModelAlyssa Sutherland (* 1982)

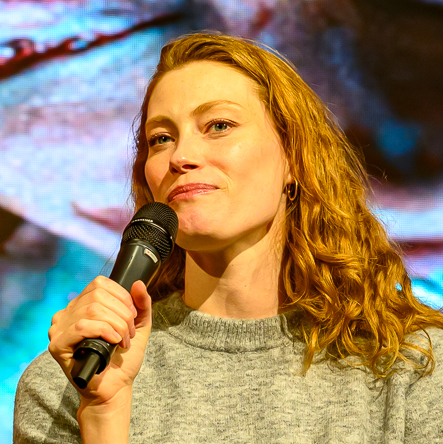
Alyssa Sutherland (* 1982)

- Sutherland, Andrea (* 1988), jamaikanische Hürdenläuferin
- Sutherland, Angus Redford (* 1982), kanadischer Schauspieler
- Sutherland, Annabel (* 2001), australische Cricketspielerin
- Sutherland, Bill (* 1943), US-amerikanischer Physiker
- Sutherland, Bill (* 1945), britischer Geher
- Sutherland, Bruce (1926–2010), US-amerikanischer Pianist, Cembalist, Musikpädagoge und Komponist
- Sutherland, Catherine (* 1974), australische Schauspielerin
- Sutherland, Cathleen, amerikanische Filmproduzentin
- Sutherland, Colin (* 1954), schottischer Lord President des Court of Justice
- Sutherland, Daniel (1869–1955), US-amerikanischer Politiker
- Sutherland, Daniel E. (* 1946), US-amerikanischer Historiker
- Sutherland, Darren (1982–2009), irischer Boxer
- Sutherland, Donald (1835–1919), neuseeländischer Seemann, Soldat, Goldsucher, Siedler und Entdecker der Sutherland Falls
- Sutherland, Donald (1935–2024), kanadischer SchauspielerDonald Sutherland (1935–2024)

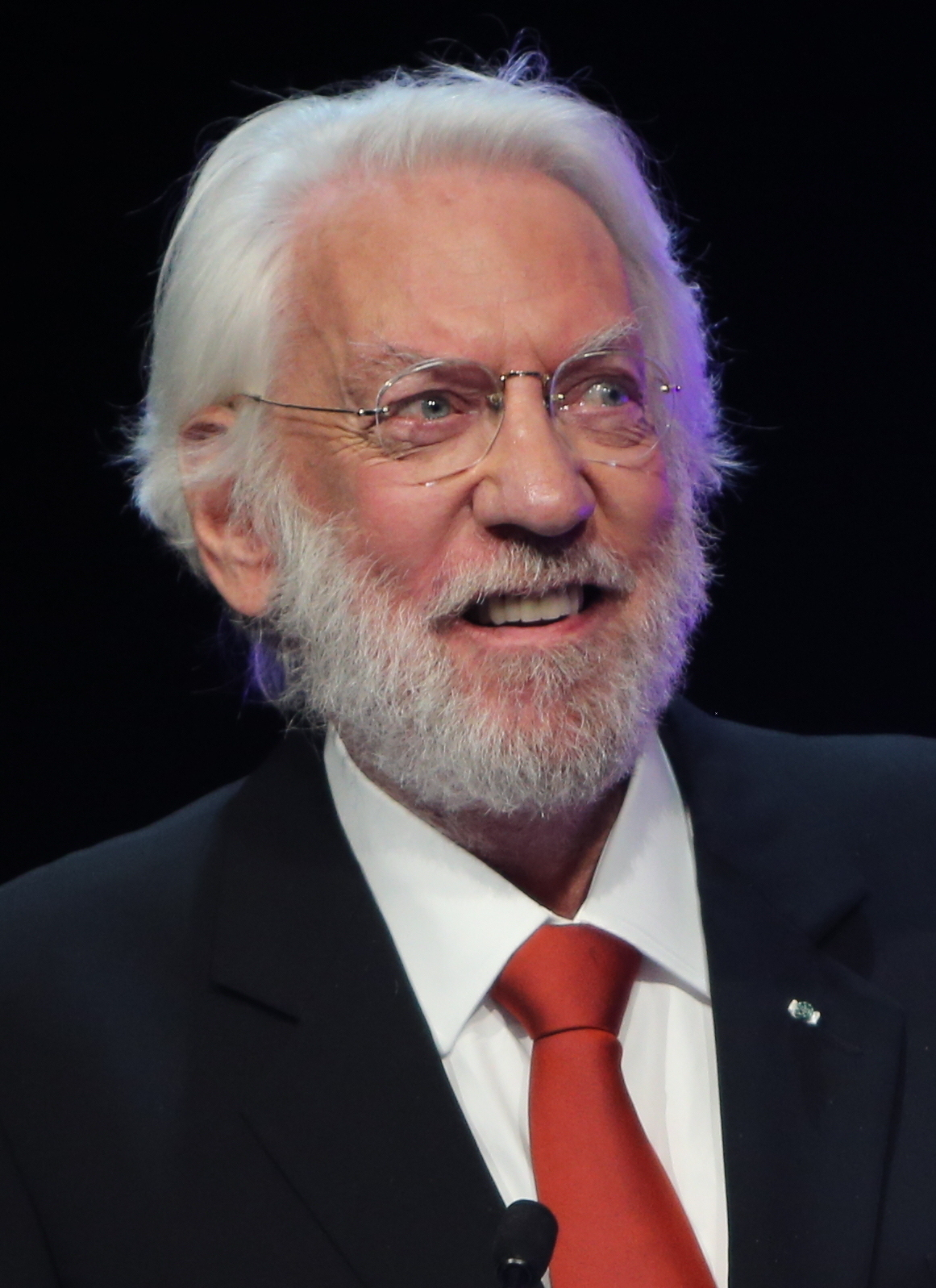
Donald Sutherland (1935–2024)

- Sutherland, Earl Wilbur (1915–1974), US-amerikanischer Physiologe
- Sutherland, Edwin H. (1883–1950), US-amerikanischer Soziologe und Kriminologe
- Sutherland, Efua Theodora (1924–1996), englischsprachige ghanaische Schriftstellerin und Dramatikerin
- Sutherland, Elizabeth, 24. Countess of Sutherland (1921–2019), britische Peeress und Politikerin (parteilos)
- Sutherland, Ernest (1894–1936), neuseeländisch-südafrikanischer Zehnkämpfer und Speerwerfer
- Sutherland, Evelyn Greenleaf (1855–1908), US-amerikanische Journalistin und Schriftstellerin
- Sutherland, Fern (* 1987), neuseeländische Schauspielerin
- Sutherland, George (1862–1942), US-amerikanischer Politiker (Republikaner) und Richter
- Sutherland, George (1903–1951), kanadischer Hammerwerfer
- Sutherland, Graham (1903–1980), britischer Maler
- Sutherland, Hal (1929–2014), US-amerikanischer Zeichner und Zeichentrick-Regisseur
- Sutherland, Hector (1930–2011), australischer Radrennfahrer
- Sutherland, Howard (1865–1950), US-amerikanischer Politiker
- Sutherland, Hugh (1907–1990), kanadischer Eishockeyspieler
- Sutherland, Hugh B. (1920–2011), britischer Geotechniker
- Sutherland, Iain (1925–1986), britischer Diplomat und Regierungsbeamter, Botschafter in Griechenland und der Sowjetunion
- Sutherland, Ivan (* 1938), amerikanischer Pionier der ComputergrafikIvan Sutherland (* 1938)

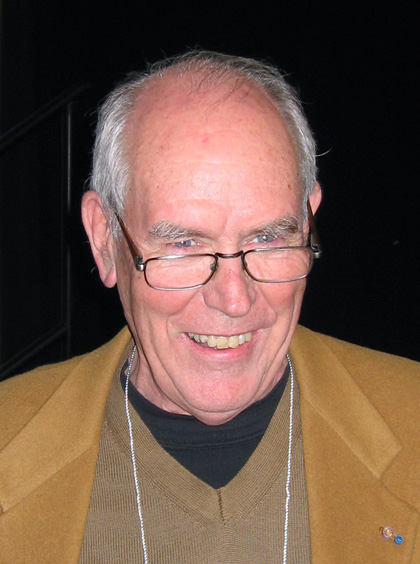
Ivan Sutherland (* 1938)

- Sutherland, Ivan (* 1950), neuseeländischer Ruderer
- Sutherland, Jabez G. (1825–1902), US-amerikanischer Rechtsanwalt, Richter und Politiker
- Sutherland, James (1849–1905), Politiker der Liberalen Partei Kanadas
- Sutherland, James (* 1948), amerikanischer Science-Fiction-Autor
- Sutherland, Jane (1853–1928), australische Künstlerin
- Sutherland, Jeff, englischer Filmtechniker für Visuelle Effekte
- Sutherland, Jeff (* 1941), US-amerikanischer Softwareentwickler
- Sutherland, Joan (1926–2010), australische Opernsängerin (Sopran)
- Sutherland, Joel Barlow (1792–1861), US-amerikanischer Politiker
- Sutherland, John (* 1962), britischer Chemiker
- Sutherland, John (* 1983), US-amerikanischer Sänger
- Sutherland, John, 16. Earl of Sutherland († 1733), schottisch-britischer Peer, Politiker und Militär
- Sutherland, Josiah (1804–1887), US-amerikanischer Jurist und Politiker
- Sutherland, Kenneth (* 1943), belizischer Radrennfahrer
- Sutherland, Kenneth, 4. Earl of Sutherland († 1333), schottischer Magnat
- Sutherland, Kevin (* 1964), US-amerikanischer Golfsportler
- Sutherland, Kiefer (* 1966), kanadischer SchauspielerKiefer Sutherland (* 1966)

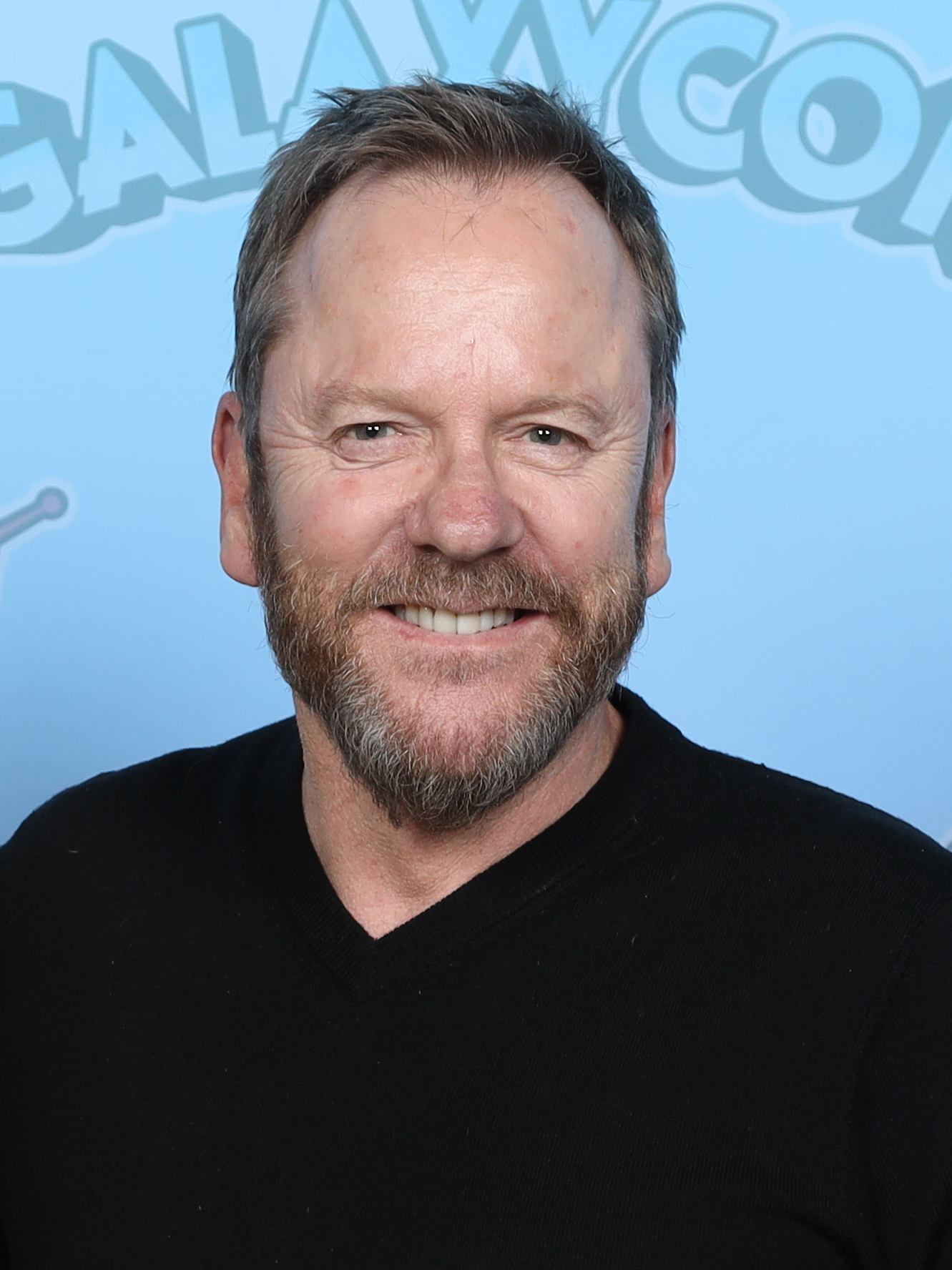
Kiefer Sutherland (* 1966)

- Sutherland, Kristine (* 1955), US-amerikanische Schauspielerin
- Sutherland, Liz (* 1947), britische Sprinterin und Hürdenläuferin
- Sutherland, Luke (* 1971), schottischer Autor und Musiker
- Sutherland, Mary (1893–1955), britisch-neuseeländische Försterin und Botanikerin
- Sutherland, Mary (1895–1972), schottisch-britische Frauenrechtlerin und Gewerkschafterin
- Sutherland, Murray (* 1953), britischer Boxer im Supermittelgewicht und IBF-Weltmeister
- Sutherland, Peter (1946–2018), irischer Rechtsanwalt, Politiker und Manager
- Sutherland, Rhoda (1907–1989), britische Romanistin
- Sutherland, Rick (1956–2022), US-amerikanischer Autorennfahrer
- Sutherland, Robert (1907–1968), britischer Langstreckenläufer
- Sutherland, Roderick Dhu (1862–1915), US-amerikanischer Politiker
- Sutherland, Rory (* 1982), australischer Radrennfahrer
- Sutherland, Rossif (* 1978), kanadischer FilmschauspielerRossif Sutherland (* 1978)

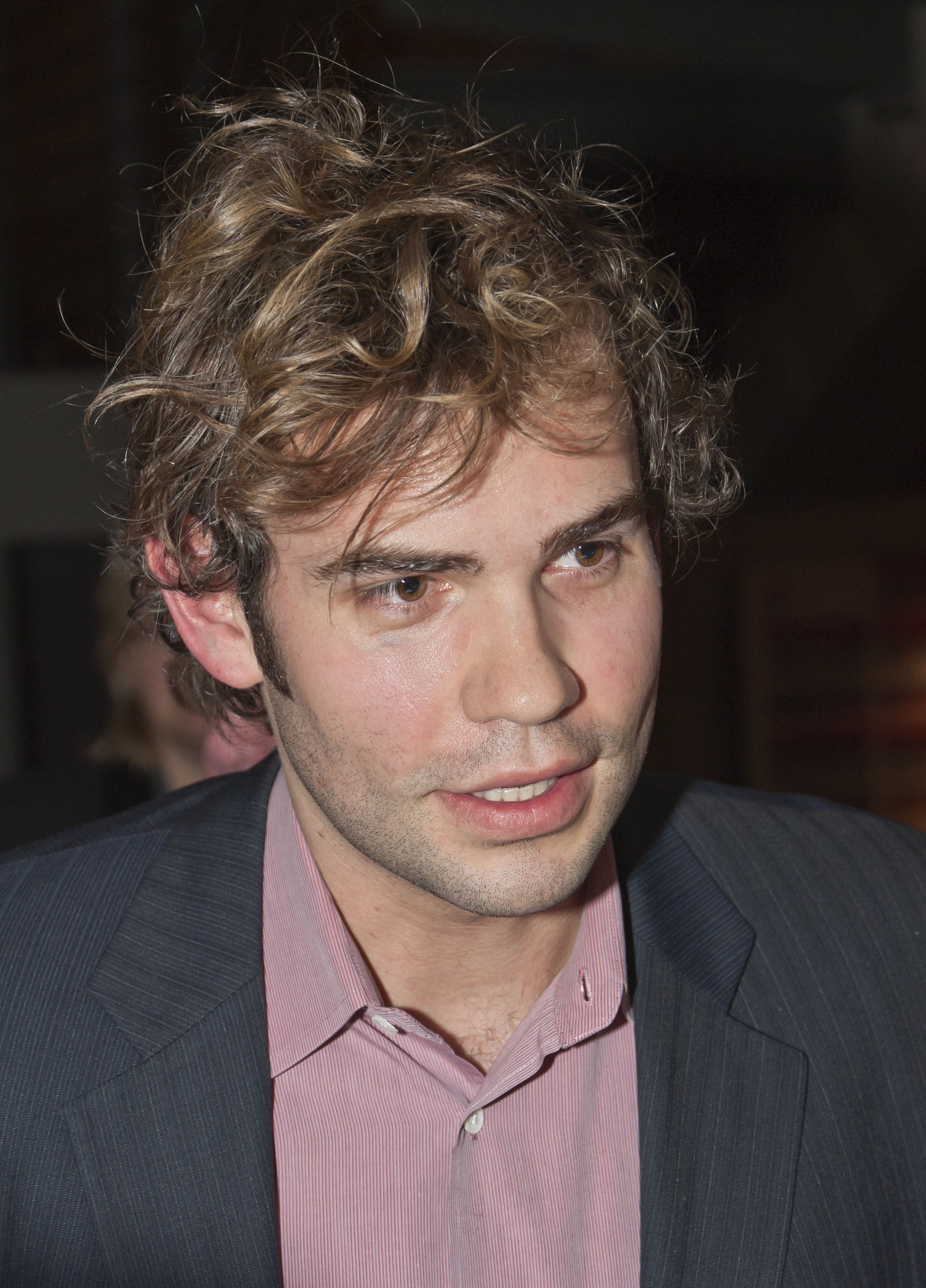
Rossif Sutherland (* 1978)

- Sutherland, Sarah (* 1988), US-amerikanische Schauspielerin
- Sutherland, Savannah (* 2003), kanadische Hürdenläuferin
- Sutherland, Scott (1910–1984), schottischer Bildhauer und Hochschullehrer
- Sutherland, Spencer (* 1992), US-amerikanischer Sänger
- Sutherland, Stewart, Baron Sutherland of Houndwood (1941–2018), britischer Akademiker, Hochschullehrer, Staatsdiener und Life Peer
- Sutherland, Sylvia, kanadische Politikerin
- Sutherland, Tim, britischer Schlachtfeldarchäologe
- Sutherland, Toben (* 1975), kanadischer Freestyle-Skisportler
- Sutherland, Tui (* 1978), Schriftstellerin, Mitglied des Autorenteams Erin HunterTui Sutherland (* 1978)

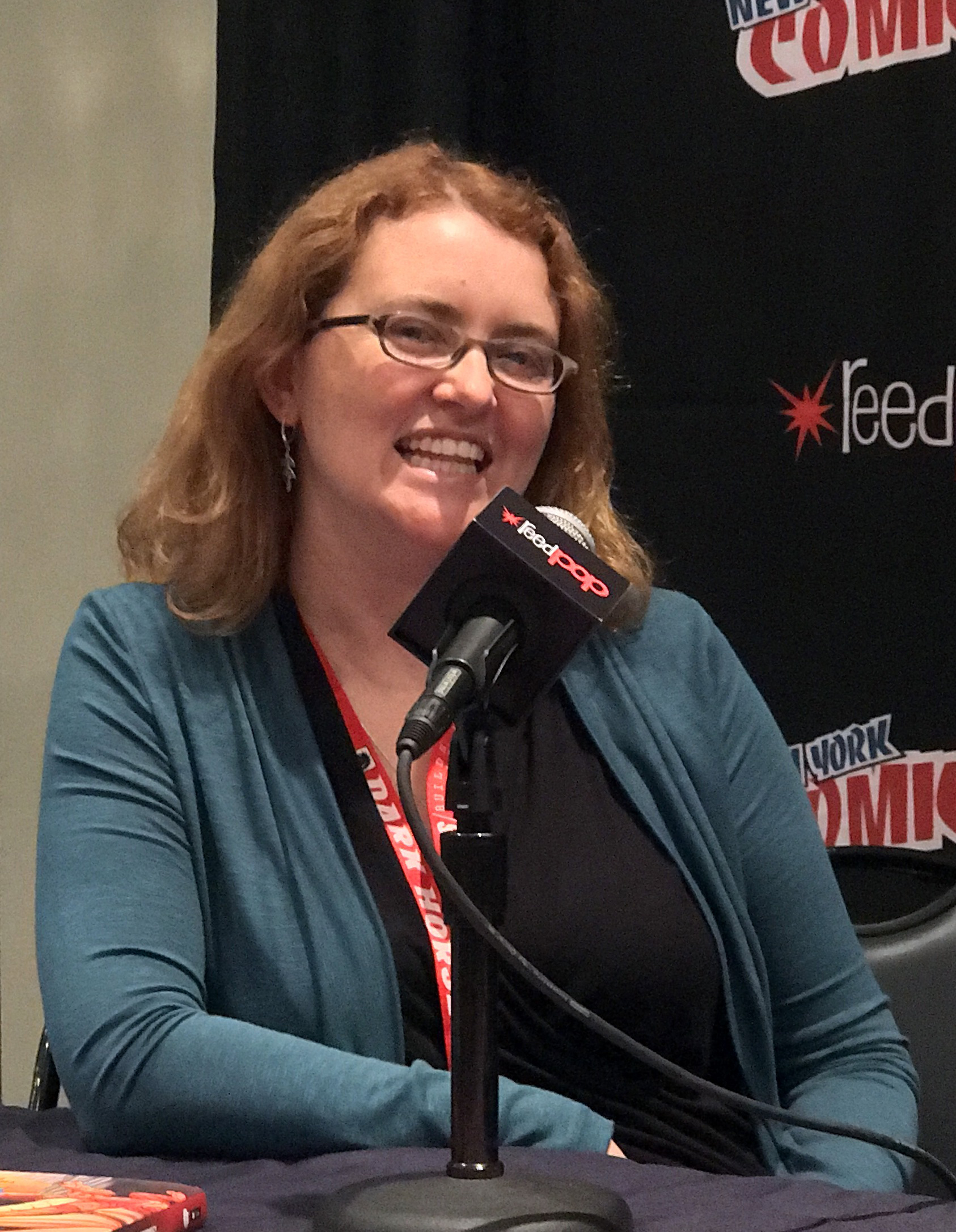
Tui Sutherland (* 1978)

- Sutherland, Vanessa Allen, US-amerikanische Juristin, Leiterin des U.S. Chemical Safety and Hazard Investigation Board
- Sutherland, William (1859–1911), australischer Chemiker
- Sutherland, William (1880–1949), britischer Politiker der Liberal Party, Unterhausabgeordneter und Chancellor of the Duchy of Lancaster
- Sutherland, William G. (1873–1954), US-amerikanischer Osteopath
- Sutherland, William J. (* 1956), US-amerikanischer Zoologe und Hochschullehrer
- Sutherland, William, 2. Earl of Sutherland, schottischer Adliger
- Sutherland, William, 3. Earl of Sutherland, schottischer Adliger
- Sutherland-Addy, Esi, ghanaische Aktivistin und Hochschullehrerin
- Sutherland-Leveson-Gower, Anne, Duchess of Sutherland (1829–1888), britische Adlige
- Sutherland-Leveson-Gower, Cromartie, 4. Duke of Sutherland (1851–1913), britischer Adliger und Mitglied des House of Lords
- Sutherland-Leveson-Gower, George, 2. Duke of Sutherland (1786–1861), britischer Adliger und Politiker, Mitglied des House of Commons
- Sutherland-Leveson-Gower, George, 3. Duke of Sutherland (1828–1892), britischer Adliger und Politiker, Mitglied des House of Commons
- Sutherland-Leveson-Gower, George, 5. Duke of Sutherland (1888–1963), britischer Adliger, Patron der Filmindustrie und Politiker der Conservative Party
- Sutherland-Leveson-Gower, Harriet, Duchess of Sutherland (1806–1868), britische Adlige und Hofdame (Mistress of the Robes) der Königin Victoria
- Sutherland-Leveson-Gower, Millicent, Duchess of Sutherland (1867–1955), britische Gesellschaftsdame und Sozialreformerin
- Suthida (* 1978), thailändische Königin, Generalin der thailändischen Armee
- Suthin Iamsaard (* 1990), thailändischer Fußballspieler
- Suthipong Pisansub (* 1999), thailändischer Fußballspieler
- Suthirak Jantarupan (* 1997), thailändischer Fußballspieler
- Suthiwat Jumnong (* 1997), thailändischer Fußballspieler
- Suthoff-Groß, Rudolf (1894–1946), deutscher Verwaltungsjurist, nationalsozialistischer Funktionär
- Suthon Kullamai (* 1983), thailändischer Fußballspieler

### Suti
- Sutich, Anthony (1907–1976), Mitbegründer der Transpersonalen Psychologie
- Sutidse, Nino (* 1992), georgische Fußballspielerin
- Sutil, Adrian (* 1983), deutscher AutomobilrennfahrerAdrian Sutil (* 1983)

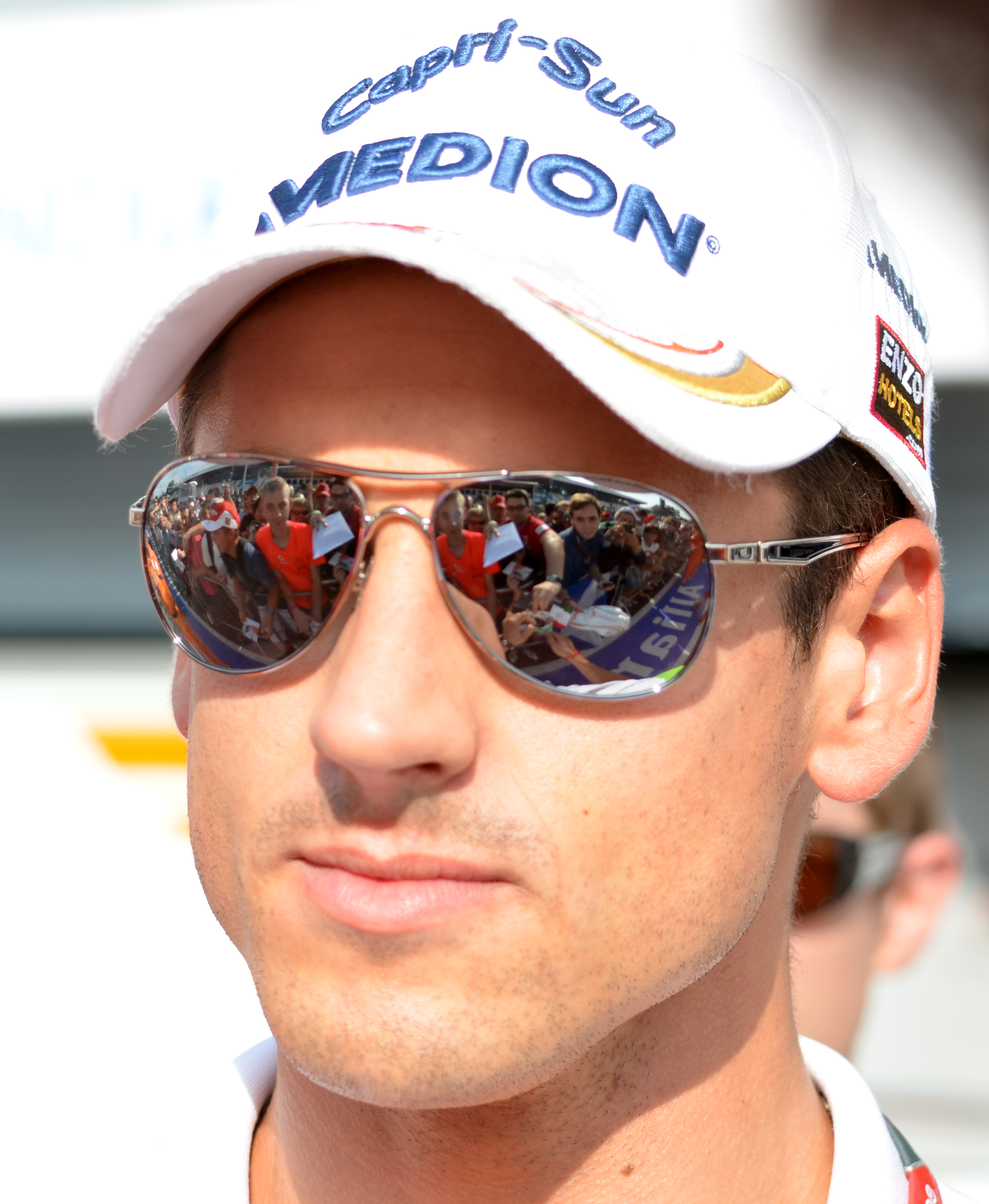
Adrian Sutil (* 1983)

- Sutinen, Matti (1930–2024), finnischer Stabhochspringer
- Sütiste, Juhan (1899–1945), estnischer Schriftsteller und Lyriker
- Sutiyoso (* 1944), indonesischer Generalleutnant, Politiker und Badmintonfunktionär

### Sutj
- Sutjagin, Igor Wjatscheslawowitsch (* 1965), russischer AtomphysikerIgor Wjatscheslawowitsch Sutjagin (* 1965)

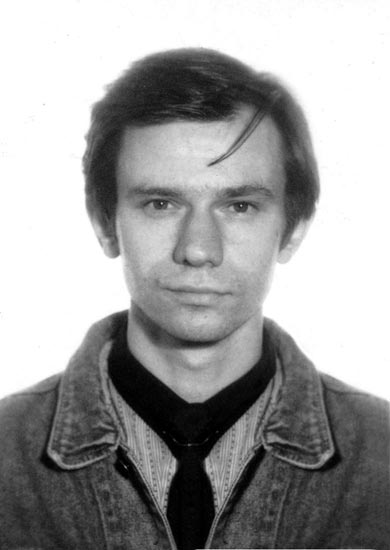
Igor Wjatscheslawowitsch Sutjagin (* 1965)

- Sutjiadi, Aldila (* 1995), indonesische Tennisspielerin

### Sutk
- Sutkowski, Stefan (1932–2017), polnischer Oboist, Musikologe sowie Gründer und Leiter der Warschauer Kammeroper
- Sutkowski, Walter (1890–1983), deutscher Bildhauer und Medailleur
- Sutkus, Antanas (* 1939), litauischer Fotograf
- Sutkus, Jonas (1893–1942), litauischer Generalleutnant und Politiker
- Sutkus, Lukas (* 2004), litauischer Sprinter
- Sutkus, Robertas (1953–2008), litauischer Großmeister im Fernschach
- Sutkus, Vytautas (1949–2020), litauischer Schachspieler

### Sutl
- Sütlüoğlu, İmdat (* 1953), türkischer Ökonom, Betriebswirtschaftler, Politiker und ehemaliger Umweltminister sowie Bürgermeister

### Sutn
- Sutnar, Ladislav (1897–1976), tschechisch-amerikanischer Graphikdesigner
- Sutner, Arianne, US-amerikanische Filmproduzentin
- Sutner, Georg Karl von (1763–1837), deutscher Beamter

### Suto
- Sütő, András (1927–2006), ungarischer Schriftsteller
- Sutō, Hideo (1898–1981), japanischer Politiker
- Sütő, Irén (1926–1991), ungarische Schauspielerin
- Sütő, József (* 1937), ungarischer Langstreckenläufer
- Sutō, Naoki (* 2002), japanischer Fußballspieler
- Sütő, Sára (* 1994), ungarische Handball- und Beachhandballspielerin
- Sutoku (1119–1164), 75. Tennō von Japan (1123–1142)
- Suton, Goran (1968–2016), bosnischer Handballspieler und kroatischer Handballtrainer
- Suton, Sven (* 1993), bosnisch-deutscher Handballspieler
- Suton, Tim (* 1996), deutscher HandballspielerTim Suton (* 1996)

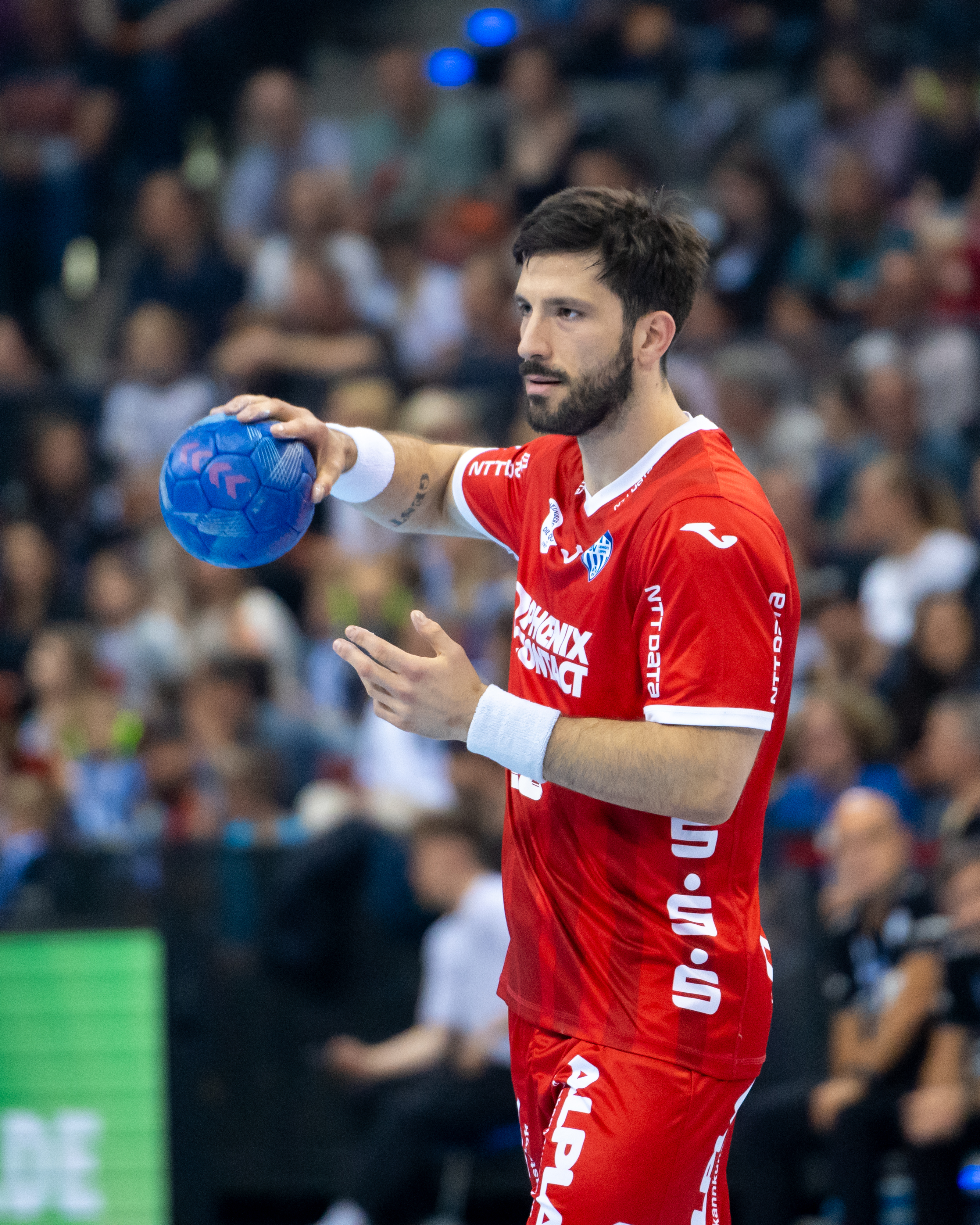
Tim Suton (* 1996)

- Sutor, August (1812–1884), deutscher Jurist
- Sutor, Bernhard (1930–2024), deutscher Politikwissenschaftler
- Sutor, Christoph (1754–1838), deutscher Diener von Johann Wolfgang von Goethe, Politiker
- Sutor, Emil (1888–1974), deutscher Bildhauer
- Sutor, Hans (1895–1976), deutscher Fußballspieler
- Sutor, Wilhelm (1774–1828), deutscher Opernsänger (Tenor), Dirigent, Komponist, Kapellmeister, Chorleiter und Konzertmeister
- Sutorius, Caroline (1810–1875), deutsche Theaterschauspielerin
- Sutormin, Alexei Sergejewitsch (* 1994), russischer Fußballspieler
- Sutour, Simon (* 1952), französischer Politiker
- Sutovsky, Emil (* 1977), sowjetisch-israelischer Schachmeister
- Sutowicz, Jolanta (* 1945), polnische Schauspielerin und Festivalleiterin

### Sutp
- Sutphin, William H. (1887–1972), US-amerikanischer Politiker

### Sutr
- Sutrisna, Ade (1974–2016), indonesischer Badmintonspieler
- Sutro, Abraham (1784–1869), Theologe und Rabbiner
- Sutro, Adolph (1830–1898), deutschamerikanischer Politiker, Bürgermeister von San Francisco
- Sutro, Ottilie (1872–1970), US-amerikanische Pianistin
- Sutro, Rose (1870–1957), US-amerikanische Pianistin
- Sutro-Katzenstein, Nettie (1889–1967), Schweizer Historikerin und Flüchtlingshelferin mit deutschen Abstammung
- Šutruk-Naḫḫunte II. († 1155 v. Chr.), König von Elam
- Šutruk-Nahhunte III., König von Elam
- Sutryk, Jacek (* 1978), polnischer Politiker und Stadtpräsident von Breslau

### Suts
- Sütschanow, Damil (* 1995), kasachischer Sprinter
- Sutschilow, Semjon Andrejewitsch (* 1992), russischer Biathlet
- Sutschkou, Aljaksej (* 1981), belarussischer Fußballspieler
- Sutschkow, Gennadi Alexandrowitsch (1947–2013), russischer Admiral
- Sutskever, Ilya, kanadischer Informatiker und Firmenmitgründer

### Sutt
- Sutt, Andres (* 1967), estnischer Politiker
- Sutta, Jessica (* 1982), US-amerikanische Sängerin und Tänzerin
- Suttapat Sanklong (* 1998), thailändischer Fußballspieler
- Šuttarna II., mitannischer König
- Suttarp, Atto (* 1964), deutscher Schauspieler
- Sutter Rehmann, Luzia (* 1960), reformierte Schweizer Theologin
- Sutter, Alain (* 1968), Schweizer FussballspielerAlain Sutter (* 1968)

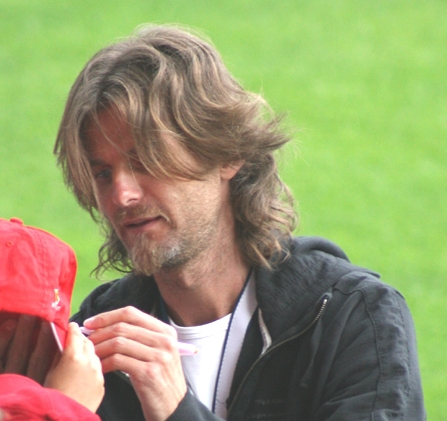
Alain Sutter (* 1968)

- Sutter, Anna (1871–1910), deutsch-schweizerische Opernsängerin (Sopran)
- Sutter, Beat (* 1962), Schweizer Fussballspieler
- Sutter, Brandon (* 1989), US-amerikanisch-kanadischer Eishockeyspieler
- Sutter, Brent (* 1962), kanadischer Eishockeyspieler, -trainer und -funktionär
- Sutter, Brett (* 1987), kanadischer Eishockeyspieler
- Sutter, Brian (* 1956), kanadischer Eishockeyspieler und -trainer
- Sutter, Brody (* 1991), kanadischer Eishockeyspieler
- Sutter, Bruno (* 1977), Schweizer Fussballspieler
- Sutter, Carl (1867–1924), deutscher Historiker und Kunsthistoriker
- Sutter, Charles E., US-amerikanischer Filmtechniker und Erfinder
- Sutter, Conrad (1856–1927), deutscher Architekt und Grafiker
- Sutter, Corinne (* 1985), Schweizer KünstlerinCorinne Sutter (* 1985)

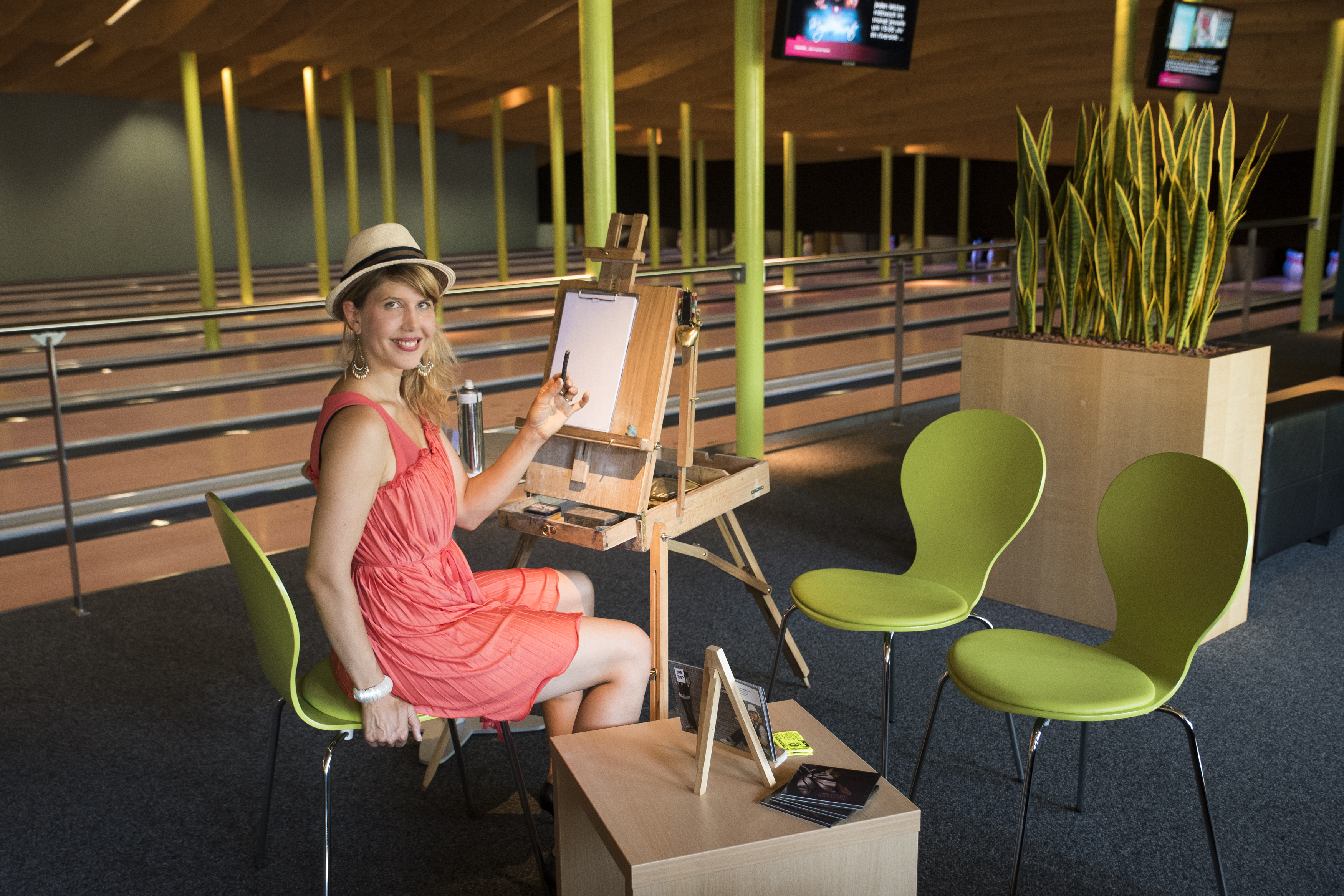
Corinne Sutter (* 1985)

- Sutter, Darryl (* 1958), kanadischer Eishockeyspieler und -trainer sowie General Manager
- Sutter, Dave (* 1992), schweizerisch-kamerunischer Eishockeyspieler
- Sutter, Duane (* 1960), kanadischer Eishockeyspieler, -trainer und -funktionär
- Sutter, Ernst (1914–1999), Schweizer Ornithologe
- Sutter, Fabian (* 1982), Schweizer Eishockeyspieler
- Sutter, Fidelis (1796–1883), italienischer Kapuziner und erster Apostolischer Vikar von Tunis
- Sutter, Gerd (1962–2023), deutscher Virologe und Veterinärmediziner
- Sutter, Hans (1921–1988), Schweizer Archivar und Historiker
- Sutter, Heinz (1907–1987), Schweizer Maler und Lehrer für Modezeichnen
- Sutter, Herb, US-amerikanischer Informatiker
- Sutter, Jean (1911–1998), französischer Psychiater und Sachbuchautor
- Sutter, Joe (1921–2016), US-amerikanischer Luftfahrtingenieur
- Sutter, Johann August (1803–1880), Schweizer Kaufmann und Gründer von Neu-Helvetien
- Sutter, Johann August junior (1826–1897), schweizerisch-amerikanischer Gründer der Stadt Sacramento in Kalifornien und Konsul der Vereinigten Staaten von Amerika in Acapulco (Mexiko)
- Sutter, Johann Jakob (1812–1865), Schweizer Politiker und Unternehmer
- Sutter, Joseph (1781–1866), österreichischer Maler und Zeichner
- Sutter, Karl (1914–2003), deutscher Leichtathlet
- Sutter, Kaspar (* 1975), Schweizer Ökonom und Politiker
- Sutter, Katharina (* 1968), Schweizer Bobfahrerin
- Sutter, Kurt (* 1960), US-amerikanischer Regisseur, Drehbuchautor, Produzent und SchauspielerKurt Sutter (* 1960)

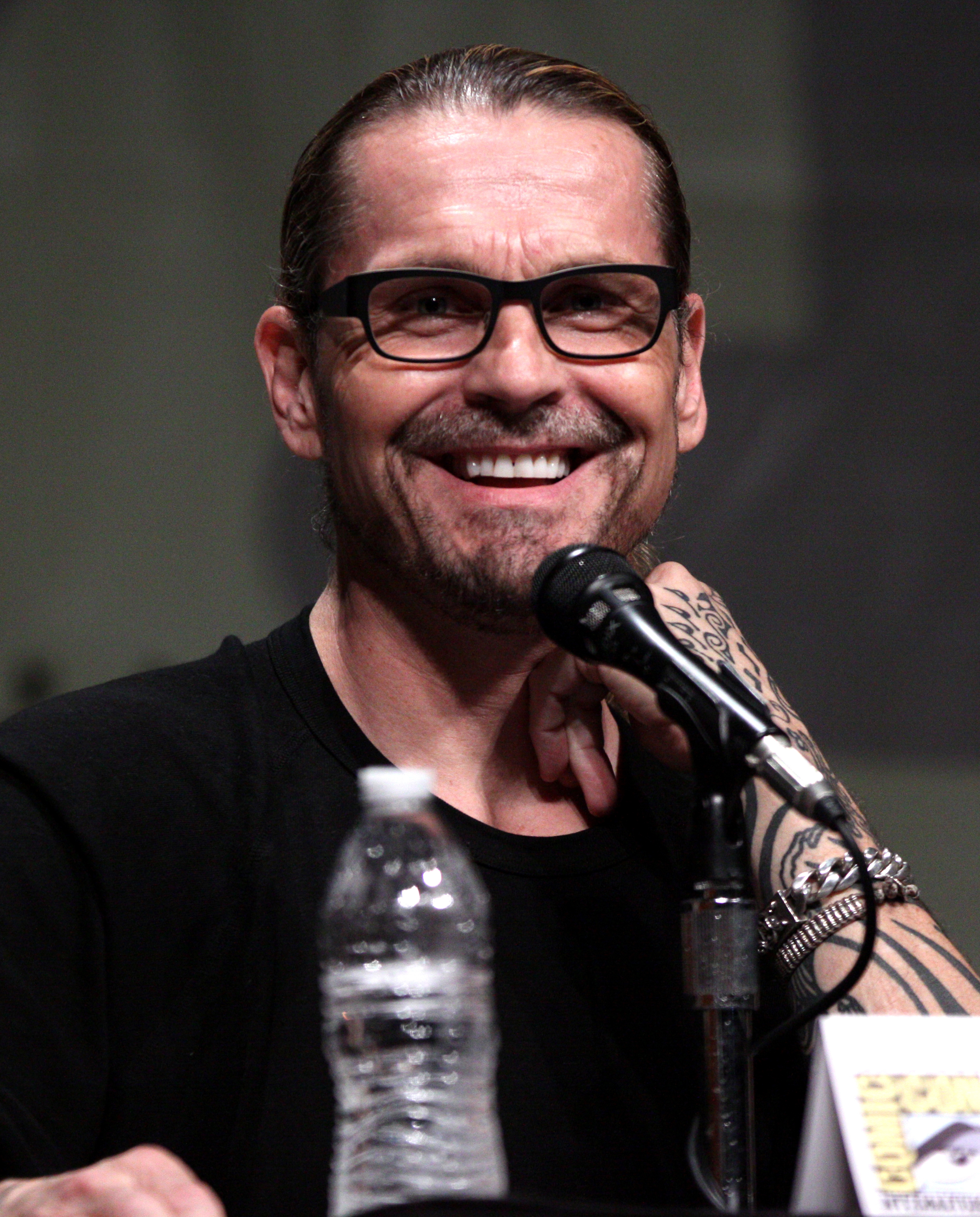
Kurt Sutter (* 1960)

- Sutter, Lukas (* 1993), Schweizer Unihockeyspieler
- Sutter, Manfred (1943–2012), deutscher Politiker (CDU), MdL
- Sutter, Manuel (* 1991), österreichischer Fußballspieler
- Sutter, Marcel (1919–1943), Kriegsdienstverweigerer
- Sutter, Matthias (* 1968), österreichischer Wirtschaftswissenschaftler
- Sutter, Michael (* 1995), Schweizer Unihockeyspieler
- Sutter, Nicola (* 1995), Schweizer Fußballspieler
- Sutter, Otto Ernst (1884–1970), deutscher Schriftsteller
- Sutter, Patrick (* 1999), Schweizer Fussballspieler
- Sutter, Peter (* 1948), Schweizer Diplomat
- Sutter, René (* 1966), Schweizer Fussballspieler
- Sutter, Rich (* 1963), kanadischer Eishockeyspieler, -trainer, -funktionär und -scout
- Sutter, Rolf (* 1944), deutscher Heraldiker
- Sutter, Ron (* 1963), kanadischer Eishockeyspieler und -scout
- Sutter, Ruben (1916–1985), Schweizer Botaniker
- Sutter, Scott (* 1986), Schweizer Fußballspieler
- Sutter, Shaun (* 1980), kanadischer Eishockeyspieler und -trainer
- Sutter, Sonja (1931–2017), deutsche SchauspielerinSonja Sutter (1931–2017)

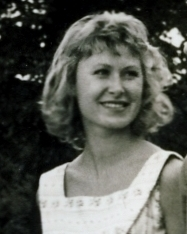
Sonja Sutter (1931–2017)

- Sutter, Stefan (* 1961), Schweizer Politiker (CVP)
- Sutter, Thomas (* 1973), Schweizer Schwinger
- Sutter, Thomas (* 1982), Schweizer Designer und Schreiner
- Sutter, Tilmann (* 1957), deutscher Soziologe
- Sutter, Ueli (* 1947), Schweizer Radrennfahrer
- Sutter, Ursula (* 1938), schweizerisch-deutsche Opernsängerin (Mezzosopran) und baden-württembergische Kammersängerin
- Sutter, Veronika (* 1958), Schweizer Autorin und Kommunikationsberaterin
- Sutter-Ambühl, Lini (* 1951), Schweizer Kirchenratspräsidentin der Evangelisch-reformierten Landeskirche Graubünden
- Sutter-Goldener, Johann Ulrich (1793–1869), Schweizer Textilunternehmer und Politiker
- Sutter-Kottlar, Beatrice (1883–1935), österreichische Opernsängerin (Sopran) und Gesangslehrerin
- Sutter-Rüdisser, Michèle Florence (* 1975), Schweizer Wirtschaftsprofessorin
- Sutter-Somm, Thomas (* 1956), Schweizer Jurist und Hochschullehrer an der Universität Basel
- Sutter-Suter, Sabine (* 1964), Schweizer Politikerin (CVP)
- Sutter-Sutter, Johann Ulrich (1822–1882), Schweizer Kaufmann, Landammann und Nationalrat
- Sütterlin, Harald (* 1948), deutscher Radrennfahrer
- Sütterlin, Jasha (* 1992), deutscher Radrennfahrer
- Sütterlin, Johann Georg (1826–1907), Schweizer Theologe und Pfarrer
- Sütterlin, Ludwig (1863–1934), deutscher Linguist und Germanist
- Sütterlin, Ludwig (1865–1917), deutscher Grafiker, Pädagoge und Schaffer der SütterlinschriftenLudwig Sütterlin (1865–1917)

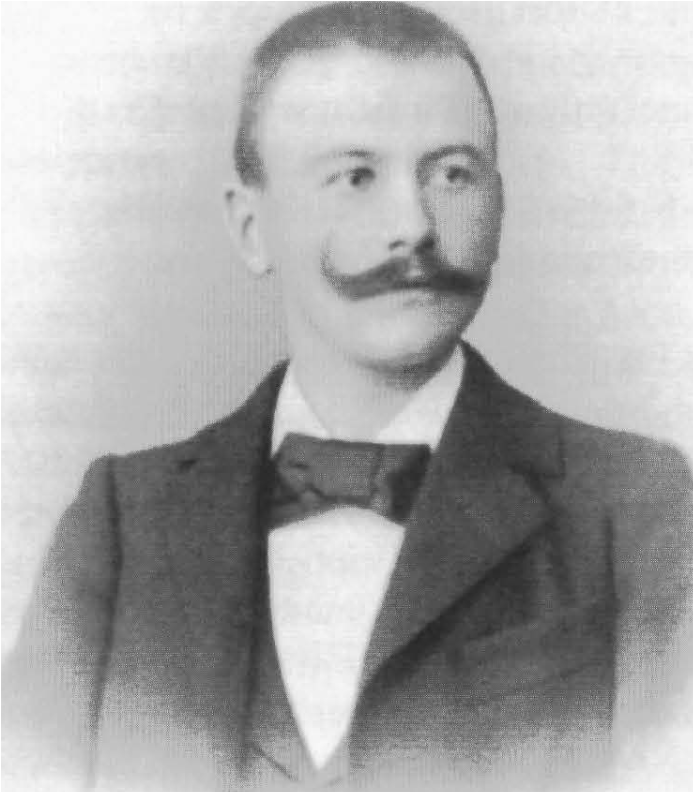
Ludwig Sütterlin (1865–1917)

- Sütterlin-Waack, Sabine (* 1958), deutsche Rechtsanwältin und Politikerin (CDU), MdB
- Sutterlüty, Anton (1933–2020), österreichischer Politiker (ÖVP), Landtagsabgeordneter zum Vorarlberger Landtag
- Sutterlüty, Elisabeth (* 1976), österreichische Schauspielerin
- Sutterlüty, Ferdinand (* 1962), deutscher Soziologe
- Sutterlüty, Rocco (* 2004), österreichischer Fußballspieler
- Suttermans, Justus (1597–1681), flämischer Maler
- Suttheimer, Ernst-Dieter (* 1941), deutscher Opernsänger (Tenor)
- Sutthiphat Phophrm (* 2004), thailändischer Fußballspieler
- Sutthipong Saenkla (* 1986), thailändischer Fußballspieler
- Sutthoff, Jan David (* 1987), deutscher Journalist
- Suttie, Alison, Baroness Suttie (* 1968), britische Politikerin (Liberal Democrats)
- Suttie, Taryn (* 1990), kanadische Kugelstoßerin
- Suttinan Nontee (* 1984), thailändischer Fußballspieler
- Suttinger, Daniel (1640–1690), deutscher Kartograf
- Suttinger, Karl Benedikt (1746–1830), deutscher lutherischer Theologe, und Philologe und Lehrer
- Suttinun Phuk-hom (* 1987), thailändischer Fußballspieler
- Suttipong Boonsuaykhwan (* 1993), thailändischer Fußballspieler
- Suttipong Laoporn (* 1990), thailändischer Fußballspieler
- Suttkus, Royal D. (1920–2009), US-amerikanischer Ichthyologe und Hochschullehrer
- Suttle, Kellie (* 1973), US-amerikanische Stabhochspringerin
- Suttles, Duncan (* 1945), kanadischer Schachspieler
- Suttner, Andreas (1876–1953), österreichischer Fechter
- Suttner, Arthur Gundaccar von (1850–1902), österreichischer SchriftstellerArthur Gundaccar von Suttner (1850–1902)

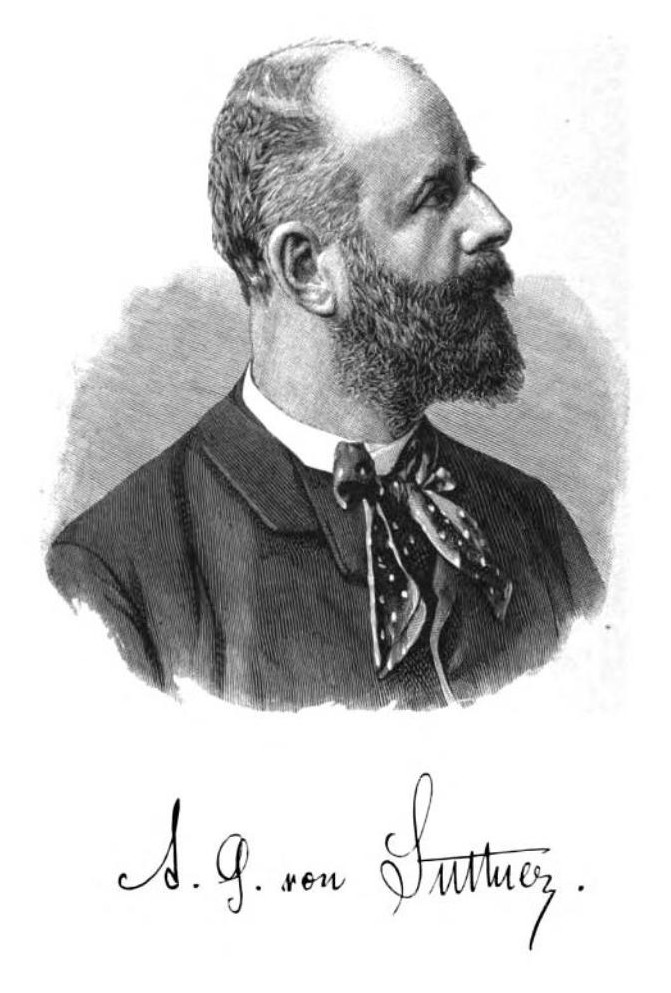
Arthur Gundaccar von Suttner (1850–1902)

- Suttner, Bernhard (1907–1983), bayerischer Politiker (BVP und CSU), MdL, Mitglied im bayerischen Senat
- Suttner, Bernhard (* 1949), deutscher Politiker (ÖDP)
- Suttner, Bertha von (1843–1914), österreichische Friedensaktivistin und FriedensnobelpreisträgerinBertha von Suttner (1843–1914)

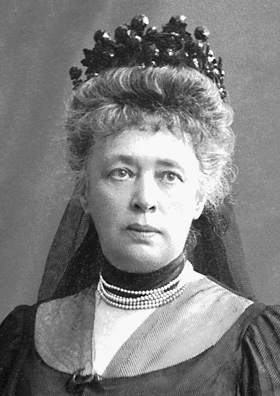
Bertha von Suttner (1843–1914)

- Suttner, Ernst Christoph (1933–2024), deutscher römisch-katholischer Geistlicher und Kirchenhistoriker
- Suttner, Gustav (1826–1900), österreichischer Politiker
- Suttner, Josef (1881–1974), böhmisch-deutscher Hornist
- Suttner, Kurt (* 1936), deutscher Musikpädagoge und Chorleiter
- Suttner, Marie von (1873–1948), österreichische Novellistin
- Suttner, Markus (* 1987), österreichischer Fußballspieler
- Suttner, Michael (* 1972), deutscher Geiger, Bratschist, Sänger, Produzent und Musikpädagoge
- Suttner, Reinhold (1927–2018), österreichischer Politiker (SPÖ), Landtagsabgeordneter, Mitglied des Bundesrates
- Suttner, Sigmund (* 1953), deutscher Eishockeytorhüter
- Suttner, Walter (* 1942), österreichischer Fußballspieler
- Suttnig, Michael (* 1973), österreichischer Eishockeyspieler und -funktionär
- Sutton Curtis, Barbara (1930–2019), US-amerikanische Jazzmusikerin (Piano)
- Sutton, Andy (* 1975), kanadischer Eishockeyspieler
- Sutton, Antony C. (1925–2002), britischer Ökonom, Historiker und SchriftstellerAntony C. Sutton (1925–2002)

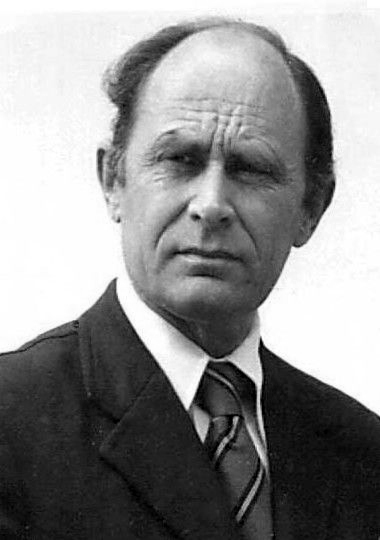
Antony C. Sutton (1925–2002)

- Sutton, Barbara, englische Badmintonspielerin
- Sutton, Betty (* 1963), US-amerikanische Politikerin (Demokratische Partei)
- Sutton, Brett (* 1959), australischer Trainer
- Sutton, Carol (1933–1985), US-amerikanische Journalistin
- Sutton, Carol (1944–2020), US-amerikanische Schauspielerin
- Sutton, Charles (1756–1846), britischer Botaniker
- Sutton, Chris (* 1973), englischer Fußballspieler
- Sutton, Christopher (* 1984), australischer Radrennfahrer
- Sutton, Courtland (* 1995), US-amerikanischer American-Football-Spieler
- Sutton, Dallas A. (1911–2006), US-amerikanischer Zoologe
- Sutton, Dolores (1927–2009), US-amerikanische Schauspielerin und Autorin
- Sutton, Dominique (* 1970), australische Bildhauerin
- Sutton, Dudley (1933–2018), britischer Schauspieler
- Sutton, Eddie (1936–2020), US-amerikanischer Basketballcoach
- Sutton, Eddy (* 1948), englischer Badmintonspieler
- Sutton, Edith (1862–1957), englisch-britische Politikerin und Frauenwahlrechtsaktivistin
- Sutton, Flora Dobler (1890–1976), US-amerikanische Mathematikerin und Hochschullehrerin
- Sutton, Gary (* 1955), australischer Radrennfahrer
- Sutton, George H. (1870–1938), US-amerikanischer Billardspieler (Karambolage)
- Sutton, Grady (1906–1995), US-amerikanischer Schauspieler
- Sutton, Graham (1903–1977), britischer Meteorologe und Mathematiker
- Sutton, Greg (* 1977), kanadischer Fußballtorhüter
- Sutton, Hal (* 1958), US-amerikanischer Golfer
- Sutton, Henry (1868–1936), britischer Segler
- Sutton, Imogen, kanadisch-britische Filmproduzentin und Regisseurin
- Sutton, James Patrick (1915–2005), US-amerikanischer Politiker
- Sutton, Jean (1915–2003), amerikanische Science-Fiction-Autorin
- Sutton, Jeff (1913–1979), amerikanischer Schriftsteller
- Sutton, Joachim (* 1995), dänischer Ruderer
- Sutton, Jodie (* 1968), kanadische Curlerin
- Sutton, Johanne (1966–2001), französische Journalistin und Kriegsberichterstatterin
- Sutton, John (1908–1963), britischer Schauspieler
- Sutton, John (1932–2014), britischer Air Marshal, Lieutenant Governor von Jersey
- Sutton, John (* 1948), irischer Wirtschaftswissenschaftler und Hochschullehrer
- Sutton, John, 1. Baron Dudley (1400–1487), englischer Soldat und Politiker
- Sutton, John, 3. Baronet (1820–1873), englischer Baronet, Wohltäter und Mäzen
- Sutton, Keith (1934–2017), britischer Bischof der Church of England
- Sutton, Ken (* 1969), kanadischer Eishockeyspieler
- Sutton, Krista (* 1970), kanadische Schauspielerin
- Sutton, Lenard (1925–2006), US-amerikanischer Automobilrennfahrer
- Sutton, Lori (* 1960), US-amerikanische Schauspielerin und Playmate
- Sutton, Marian (* 1963), englische Langstreckenläuferin
- Sutton, Marvin (1946–2009), US-amerikanischer Schwarzbrenner
- Sutton, May (1886–1975), US-amerikanische Tennisspielerin
- Sutton, Oliver († 1299), englischer Geistlicher
- Sutton, Peter (1943–2008), britischer Tontechniker
- Sutton, Peter Alfred (1934–2015), kanadischer Ordensgeistlicher, Erzbischof von Keewatin-Le Pas
- Sutton, Philip (* 1960), walisischer Badmintonspieler
- Sutton, Rachel, britische Jazzmusikerin (Gesang), Liedtexterin und Schauspielerin
- Sutton, Ralph (1922–2001), US-amerikanischer Dixieland Jazz-Pianist
- Sutton, Richard S., US-amerikanischer Informatiker
- Sutton, Robert (1911–1977), US-amerikanischer Segler
- Sutton, Robert I. (* 1954), US-amerikanischer Hochschullehrer
- Sutton, Ron junior (1963–2018), US-amerikanischer Jazzmusiker (Saxophon)
- Sutton, Sam (* 2001), neuseeländisch-englischer Fußballspieler
- Sutton, Sarah (* 1961), britische SchauspielerinSarah Sutton (* 1961)

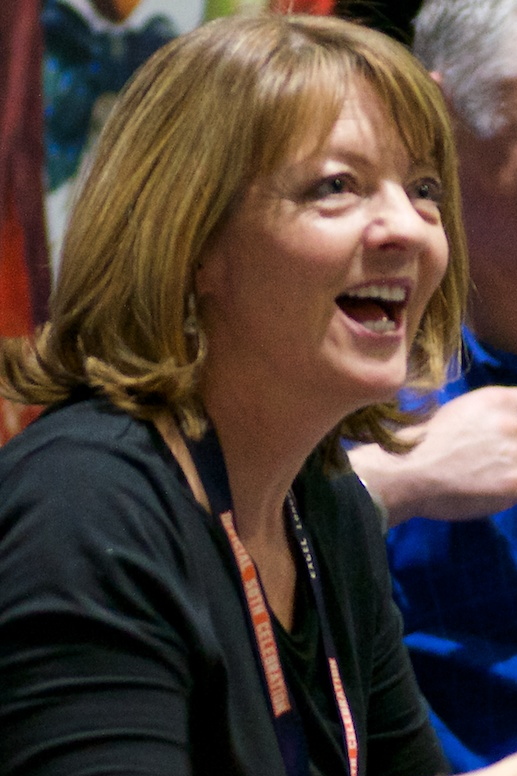
Sarah Sutton (* 1961)

- Sutton, Shane (* 1957), australischer Radrennfahrer und Radsporttrainer
- Sutton, Steve (* 1961), englischer Fußballtorhüter
- Sutton, Thomas (1532–1611), englischer Kaufmann und Staatsbeamter
- Sutton, Tierney (* 1963), US-amerikanische Jazz-Sängerin
- Sutton, Tom (1937–2002), amerikanischer Comicbuchkünstler
- Sutton, Valerie (* 1951), amerikanische Entwicklerin von Bewegungsnotationen und Tänzerin
- Sutton, Victor (1935–1999), britischer Radrennfahrer
- Sutton, Walter (1877–1916), US-amerikanischer Genetiker
- Sutton, Willie (1901–1980), US-amerikanischer Serienbankräuber und Volksheld
- Sutton-Smith, Brian (1924–2015), neuseeländischer Spieltheoretiker
- Suttrop, Rudolf Heinrich (1911–1946), deutscher SS-Obersturmführer und Adjutant in Konzentrationslagern

### Sutu
- Șutu, Mihai (1730–1803), Fürst der Walachei und der Moldau
- Șutu, Mihail (1784–1864), Hospodar des Fürstentums Moldau (1819–1821)
- Šutur-Nahhunte, elamitischer König
- Šutur-Nahhunte, elamitischer König

### Suty
- Sutyagin, Sergo (1937–2021), usbekischer Architekt

### Sutz
- Sutz, Andy (* 1981), Schweizer Duathlet
- Sutz, Erwin (1906–1987), Schweizer evangelischer Geistlicher
- Sutzkever, Abraham (1913–2010), israelischer DichterAbraham Sutzkever (1913–2010)

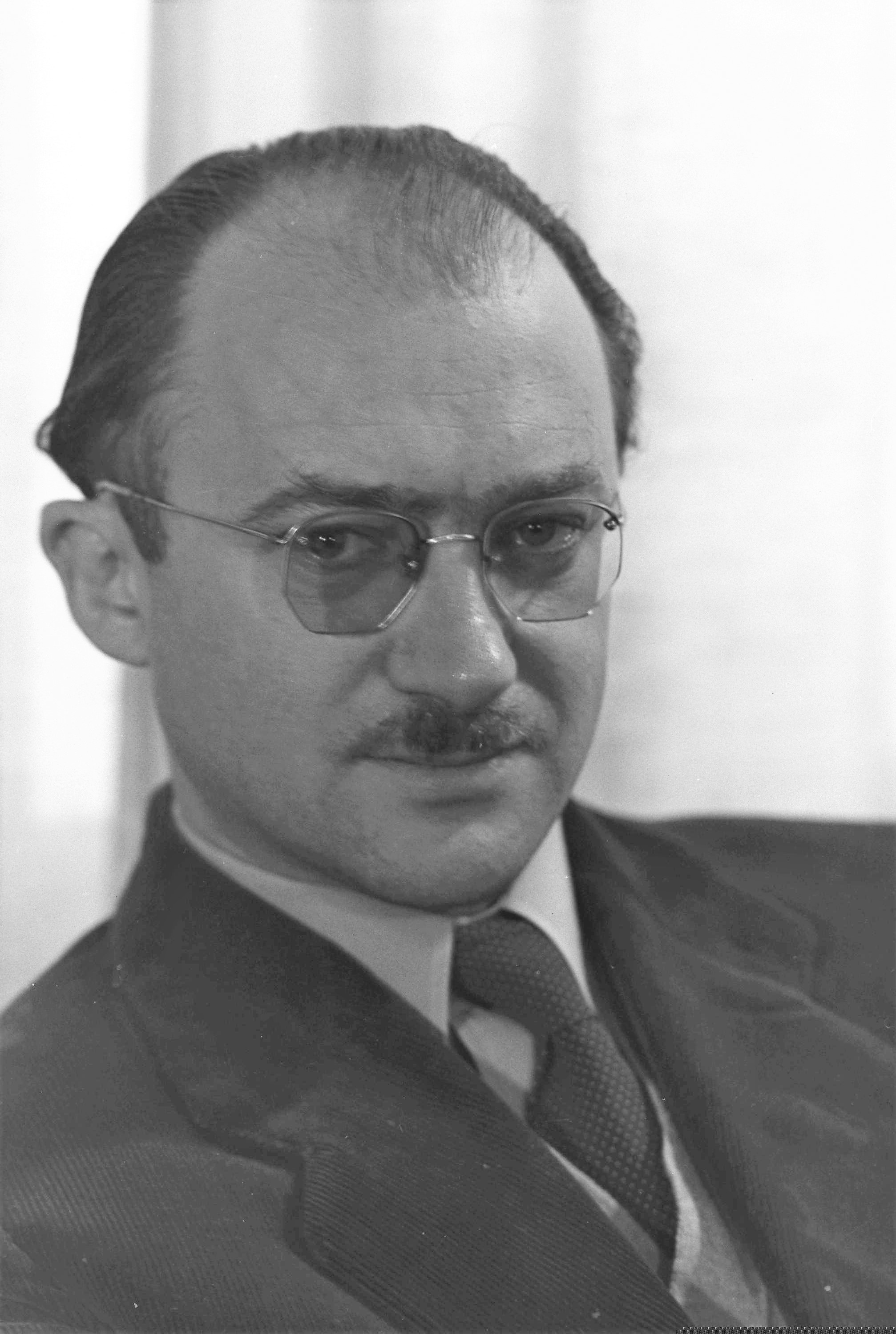
Abraham Sutzkever (1913–2010)